# Batalha do Nilo
A Batalha do Nilo (também designada por Batalha da Baía de Abukir, em francês como Bataille d'Aboukir ou em árabe egípcio como معركة أبي قير البحرية) foi uma batalha naval de grande dimensão entre as frotas britânicas e francesas na baía de Abukir, na costa mediterrânica do Egipto, no período de 1 a 3 de Agosto de 1798. A batalha marcou o ponto mais alto da campanha naval que abrangeu todo o Mediterrâneo durante os três meses anteriores, na qual um comboio francês saiu de Toulon para Alexandria, transportando uma força expedicionária liderada pelo general Napoleão Bonaparte. Os franceses foram derrotados pelas forças britânicas comandadas pelo contra-almirante Horatio Nelson.
Napoleão tinha pensado em invadir o Egipto, a primeira fase de uma campanha contra a Índia Britânica, cujo objectivo central era expulsar os britânicos das Guerras revolucionárias francesas. À medida que a frota de Napoleão atravessava o Mediterrâneo, ia sendo perseguida por uma força britânica liderada por Nelson, enviada pela frota britânica do rio Tejo, para saber qual o propósito da expedição francesa e derrotá-la. Durante mais de dois meses, Nelson perseguiu os franceses que, em algumas ocasiões lhes escaparam por uma diferença de poucas horas. Napoleão, consciente da presença de Nelson, fez tudo para garantir o total segredo sobre o seu destino, conseguindo capturar Malta e, de seguida, desembarcar no Egipto sem qualquer intervenção da força britânica.
Depois de desembarcadas as forças francesa, a frota ancorou na baía de Aboukir, um local a 32 km de Alexandria, numa posição que, acreditava o seu comandante, vice-almirante François-Paul Brueys d'Aigalliers, estabelecia uma formidável posição defensiva. Quando a frota de Nelson chegou ao largo do Egipto a 1 de Agosto, e descobriu a frota de Brueys, ordenou que se atacasse de imediato, e os seus navios avançaram para a linha francesa. Conforme se iam aproximando, separaram-se em duas divisões, uma das quais passou pela parte inicial da linha navegando entre os navios franceses ancorados e a linha de costa, enquanto a outra atacava o lado virado para o mar da frota francesa. Encurralados num fogo-cruzado, os navios franceses da frente foram forçados a render-se após uma dura batalha de três horas, enquanto os do centro conseguiram repelir o ataque inicial britânico. Com a chegada dos navios de reforço britânicos, a força francesa ao centro ficou, de novo, debaixo de ataque, e, às 22h00, o navio-almirante francês, Orient, explodiu. Com Brueys morto e a zona frontal e central da linha francesa derrotada, a retaguarda da frota francesa tentou fugir da baía mas, no final, apenas dois navios-de-linha e duas fragatas, conseguiram escapar, de um total de 17 navios.
Esta batalha reverteu a situação estratégica no Mediterrâneo, e permitiu que a Marinha Real Britânica assumisse uma posição dominante que manteria até ao final da guerra. Também motivou que outros países europeus entrassem em guerra com a França, um factor importante para o fim da Guerra da Segunda Coligação. O exército de Napoleão ficou preso no Egipto, e o domínio da Marinha Britânica ao largo da costa síria contribuiria para a sua derrota no Cerco de Acre em 1799, que levaria ao regresso de Napoleão a França. Nelson, que tinha ficado ferido na batalha, foi elevado ao estatuto de herói por toda a Europa tendo recebido o título de Barão Nelson. Os seus capitães também receberam grandes elogios acabando por dar origem aos lendários Nelson’s Band of Brothers. A batalha ficou gravada na memória popular, sendo uma das suas mais conhecidas representações o poema de Felicia Hemans, Casabianca, de 1826.

## Antecedentes
Na sequência das vitórias de Napoleão sobre o Império Austríaco no Norte de Itália – que asseguraram a vitória francesa na guerra da Primeira Coligação em 1797 – a Grã-Bretanha era a única potência europeia em guerra com a Primeira República Francesa. O Diretório estudava várias opções estratégicas para combater a oposição britânica, incluindo invasões da Irlanda e da Grã-Bretanha, e da expansão da Marinha Nacional da França para fazer frente à Marinha Real Britânica. Apesar dos esforços significativos, o controlo marítimo britânico da região Norte da Europa impedia qualquer ambição francesa a curto-prazo, continuando a Marinha Real a controlar firmemente o oceano Atlântico. Contudo, a Marinha francesa dominava no mar Mediterrânico, depois da retirada da frota britânica após o início da guerra entre os britânicos e Espanha em 1796. Esta situação permitiu a Napoleão propor uma invasão do Egipto em alternativa a um confronto directo com os britânicos, acreditando que estes estariam demasiado ocupados com uma iminente rebelião na Irlanda para intervir no Mediterrâneo.
Napoleão pensava que, ao estabelecer uma presença permanente no Egipto (parte do Império Otomano, que era neutro), as forças franceses ter ali uma base de futuras operações contra a Índia Britânica, possivelmente com o apoio de Fateh Ali Tipu de Shrirangapattana, que poderia expulsar os britânicos da guerra. A campanha cortaria a rede de comunicações entre a Grã-Bretanha e a Índia, uma parte essencial do Império Britânico cujas relações comerciais eram a base para os britânicos alimentarem a sua guerra com sucesso. O Directório concordou com os planos de Napoleão, embora um dos principais factores para a decisão fosse a vontade de ver as ambições políticas de Napoleão, e dos seus fieis seguidores das campanhas de Itália, bem longe de França quanto possível. Durante a Primavera de 1798, Napoleão juntou mais de 35 000 soldados na França mediterrânica e em Itália, e organizou uma grande frota em Toulon; também criou a Commission des Sciences et des Arts, um conjunto de cientistas e engenheiros cujo objectivo era estabelecer uma colónia francesa no Egipto. O destino da expedição foi mantida no maior segredo; a maioria dos oficiais do exército não sabia o seu propósito, e o próprio Napoleão só o revelou após o cumprimento da primeira fase da expedição.

### Campanha do Mediterrâneo

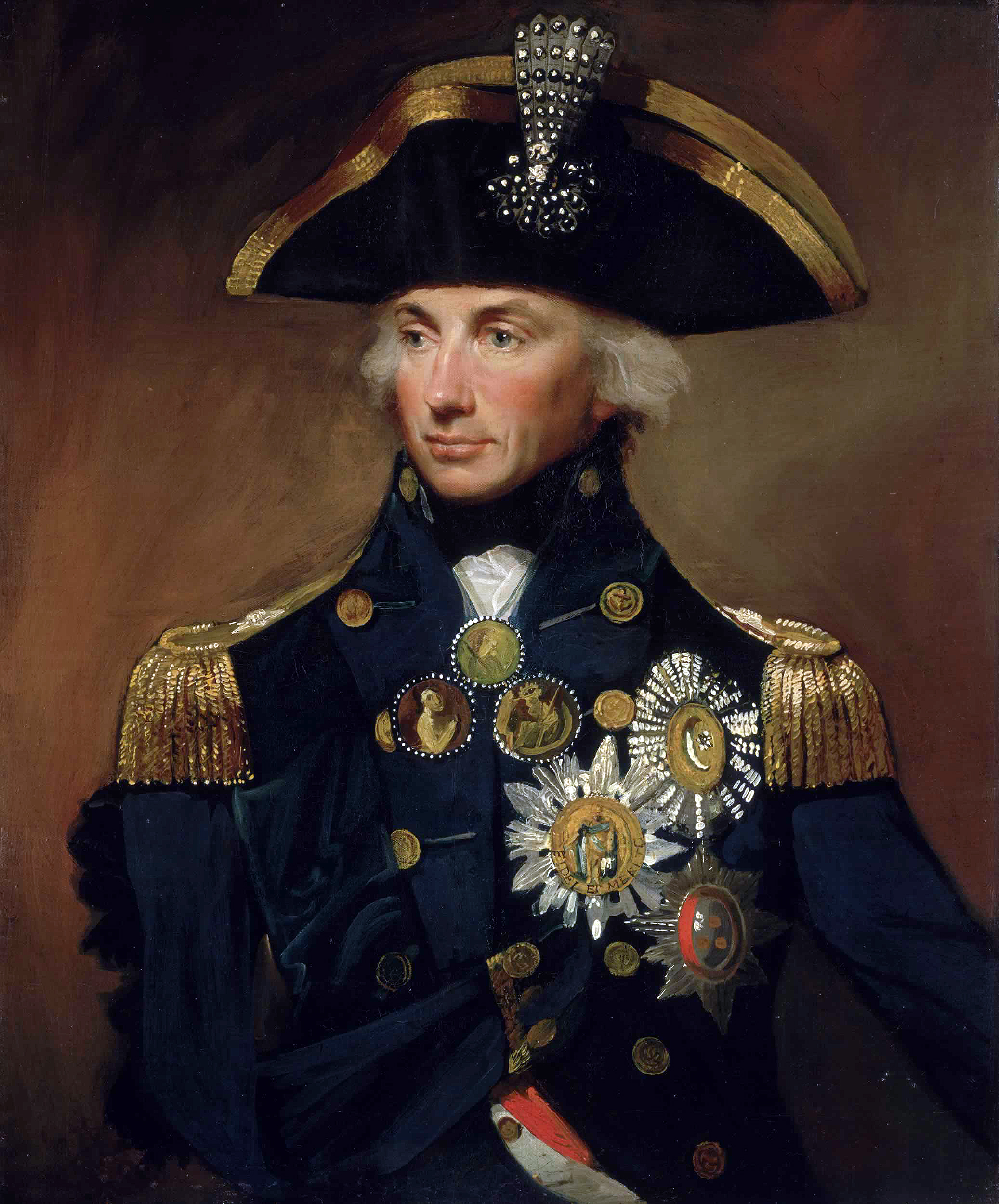
Contra-Almirante Sir Horatio Nelson, Lemuel Francis Abbott, 1800, National Maritime Museum. O seu chapéu apresenta um penacho oferecido pelo sultão otomano pela vitória no Nilo.

A armada de Napoleão rumou de Toulon a 19 de Maio de 1798, passou pelo mar da Ligúria e por Génova, onde mais navios se juntaram à expedição, antes de navegar para sul ao longo da costa da Sardenha, passando pela Sicília a 7 de Junho. A 9 de Junho, a frota chegou a ao largo de Malta, então sob governação da Ordem Soberana e Militar de Malta, e do Grão-Mestre da Ordem, Ferdinand von Hompesch zu Bolheim. Napoleão pediu que fosse permitido à sua frota entrar no porto fortificado de Valetta, mas quando o seu pedido foi recusado, o general francês reagiu dando ordem para uma invasão em larga-escala da ilha, subjugando os seus defensores depois de 24 horas de combates. Os Cavaleiros da Ordem renderam-se no dia 12 de Junho e, em troca de uma compensação financeira de grande dimensão, entregaram a ilha e todos os seus recursos a Napoleão, incluindo um grande património da Igreja Católica em Malta. No espaço de uma semana, Napoleão abasteceu os seus navios e, a 19 de Junho, a sua frota partiu para Alexandria em direcção a Creta, deixando 4 mil homens em Valeta sob o comando do general Claude-Henri Vaubois, para assegurar o controlo francês da ilha.
Enquanto Napoleão rumava para Malta, a Marinha Real entrava nas águas do Mediterrâneo pela primeira vez em um ano. Alarmado com as informações sobre movimentações francesas na costa do Mediterrâneo, Lord Spencer, do Almirantado, enviou uma mensagem ao vice-almirante John Jervis, comandante da frota mediterrânica, baseada no rio Tejo, para enviar uma esquadra para investigar. Esta esquadra, composta por três navios de linha e três fragatas, estava sob o comando do contra-almirante Horatio Nelson. Nelson era um oficial de marinha com muita experiência, que tinha ficado cego de um olho em combate na Córsega, em 1794, o que lhe valeu a atribuição e posteriormente o elogio pela sua captura de dois navios de linha espanhóis, na  Batalha do Cabo de São Vicente em Fevereiro de 1797. No entanto, em Julho do mesmo ano, é ferido com gravidade na Batalha de Santa Cruz de Tenerife, onde perdeu um braço, e é forçado a regressar à Grã-Bretanha para recuperar. De volta à frota do Tejo, no final de Abril de 1798, recebeu ordens para mobilizar a esquadra estacionada em Gibraltar e rumar para o mar da Ligúria. A 21 de Maio, à medida que a esquadra de Nelson se aproximava de Toulon, foi apanhada por uma forte tempestade e o navio-almirante de Nelson, o HMS Vanguard perdeu o mastaréu da gávea e quase que naufragava na costa da Córsega. Os restantes navios da esquadra ficaram espalhados; os navios de linha procuraram abrigo na ilha de San Pietro, ao largo da Sardenha, enquanto que as fragatas foram empurradas para oeste, não conseguindo regressar.
No dia 7 de Junho, no seguimento de grandes reparações ao seu navio-almirante, uma frota de dez navios de linha e um de 4.ª categoria, juntaram-se a Nelson. A frota estava sob o comando do capitão Thomas Troubridge, e tinha sido enviada por John Jervis para reforçar os navios de Nelson, juntamente com ordens para perseguir e interceptar o comboio de Toulon. Embora agora tivesse navios suficiente para fazer face à frota francesa, Nelson estava em desvantagem noutros dois campos: por um lado, não tinha informações sobre o destino dos franceses; e, por outro lado, não estava equipado com fragatas que pudessem fazer um reconhecimento prévio. Rumando a sul na esperança de obter informações sobre os movimentos dos franceses, os navios de Nelson fizeram escala em Elba e Nápoles, onde o embaixador britânico William Hamilton informou que a frota francesa tinha passado pela Sicília em direcção a Malta. Apesar dos pedidos de Nelson e Hamilton, o rei Fernando de Nápoles recusou emprestar as suas fragatas `´a frota britânica, com receio de represálias por parte das forças francesas. A 22 de Junho, Nelson encontrou um brigue a navegar de Ragusa e foi informado de que os franceses tinham rumado para leste a partir de Malta, a 16 de Junho. Depois de se reunir com os seus capitães, Nelson decidiu que o destino dos franceses deveria ser o Egipto e partiu para lá. Pensando, erradamente, que a frota francesa teria um avanço de cinco dias, e não dois, Nelson insistiu numa rota directa para Alexandria, sem qualquer desvio.
Na noite de 22 de Junho, a frota de Nelson passou pelos franceses ao abrigo da escuridão, ultrapassando a lenta viagem do comboio francês, sem se aperceber o quão perto esteve do seu objectivo. Navegando depressa, Nelson chegou a Alexandria no dia 28 de Junho descobrindo que os franceses não estavam lá. Depois de uma reunião com o duvidoso comandante otomano, Sayyid Muhammad Kurayyim, Nelson deu ordem à sua frota para seguir para norte, atingindo a costa da Anatolia no dia 4 de Julho, e, depois, para virar para oeste até à Sicília. Por pouco – um dia - que Nelson não se tinha cruzado com a frota francesa pois esta começou a chegar ao largo de Alexandria no final de tarde de 29 de Junho. Preocupado com a proximidade de Nelson, Napoleão ordenou uma invasão imediata; a força invasora não estava, no entanto, bem organizada, e cerca de vinte embarcações naufragaram. Marchando ao longo da costa, o exército francês invadiu Alexandria, capturando a cidade, antes de Napoleão levar a sua força principal para terra. Deu instruções ao seu comandante de marinha, vice-almirante François-Paul Brueys d'Aigalliers, para ancorar no porto de Alexandria, mas as informações obtidas sobre o porto, indicavam que este era demasiado raso e estreito para os navios de maior dimensão da frota francesa. Como alternativa, dirigiram-se para a baía de Abukir, a 32  km a nordeste de Alexandria.
A frota de Nelson chegou a Siracusa, na Sicília, a 19 de Julho, onde se reabasteceu. Ali, o almirante escreveu duas cartas descrevendo os acontecimentos dos meses anteriores: "É como o velho provérbio: ‘as crianças do Diabo têm a sorte do Diabo.’ Não faço ideia, ou, pelo menos neste momento, não sei, para além de vagas especulações, para onde é que a frota francesa foi. Toda a minha pouca sorte, até agora, deve-se à falta de fragatas". Por volta de 24 de Julho, com a sua frota pronta e reabastecida, e tendo por base a ideia de que os franceses estariam algures na região Leste do Mediterrâneo, Nelson rumou, de novo, em direcção a  Moreia. A 28 de Julho, em Koroni, finalmente, conseguiram informações sobre o ataque  francês ao Egipto, e Nelson virou para sul. Os navios de reconhecimento, HMS Alexander e HMS Swiftsure, descobriram a frota de transporte francesa em Alexandria, na tarde de 1 de Agosto.

### Baía de Abukir
Quando constatou que o porto de Alexandria não era adequado para a sua frota, Brueys juntou os seus capitães para discutir quais as opções. Napoleão ordenou que a frota ancorasse na baía de Abukir, um local de ancoragem baixo e exposto, mas acrescentou que se a baía fosse demasiado perigosa, então podia ir para norte até Corfu, deixando os navios de transporte e alguns navios de guerra mais pequenos em Alexandria. Brueys recusou argumentando que a sua esquadra podia ser mais útil no apoio do exército francês em terra, e chamou os seus capitães para bordo do seu navio-almirante de 120 canhões, Orient, para discutir qual a resposta a dar a Nelson caso este descobrisse a frota ancorada. Apesar da oposição do contra-almirante Armand Blanquet, o qual insistiu que a frota era mais eficiente em mar aberto, os restantes oficiais concordaram em que ancorar em linha de batalha dentro da baía era a melhor táctica para fazer face a Nelson. É possível que Napoleão visse a baía de Abukir como local temporário de ancoragem: a 27 de Julho, expressou a sua esperança de que Brueys já tivesse transferido os seus navios para Alexandria, e três dias depois enviou ordem para que a frota se dirigisse para Corfu, preparando-se para operações contra os territórios otomanos nos Balcãs, embora o responsável pelas ordens tenha sido interceptado e morto por tropas irregulares beduínas.

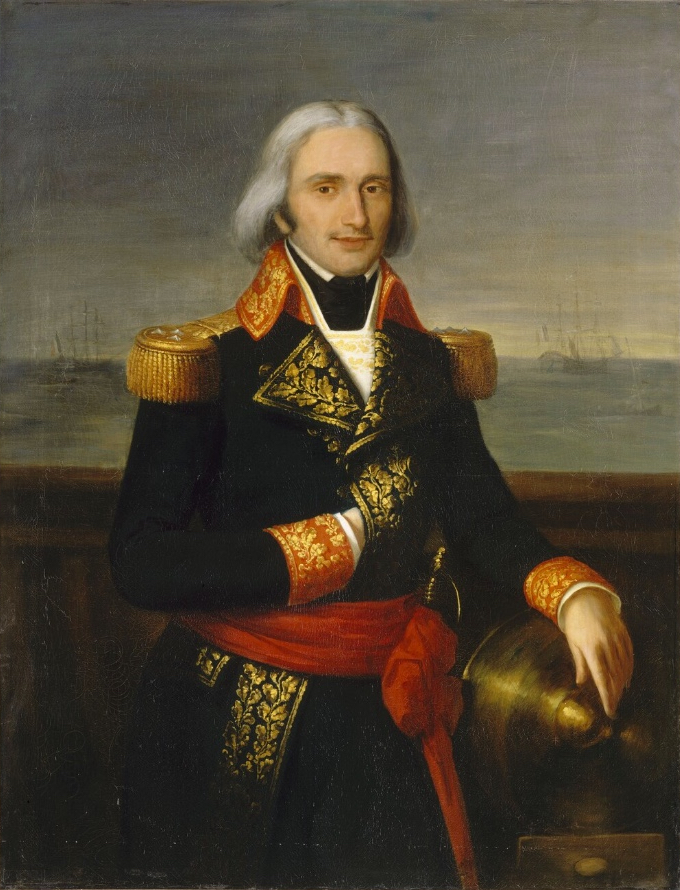
François-Paul Brueys d'Aigalliers, artista desconhecido, Palácio de Versalhes.

A baía de Abukir abrange uma zona costeira de cerca de 30 km de extensão entre  a vila de Abu Qir, a oeste, até à cidade de Roseta, a leste, onde se situa uma das fozes do rio Nilo no Mediterrâneo. Em 1798, a baía estava protegida, no seu limite oeste, por um conjunto de rochas, com quase 5 km de comprimento, que entrava pela baía a partir de um promontório vigiado pelo Castelo de Abukir. As rochas também estavam protegidas por um pequeno forte situado numa ilha. O forte tinha uma guarnição francesa e, pelo menos, quatro canhões e dois morteiros pesados. Brueys tinha reforçado a defesa do forte com navios bombardeiros e canhoneiras, as quais estavam ancoradas entre os rochedos, a oeste da ilha, em posição de apoio aos navios da frente da linha francesa. Esta zona tinha mais rochas que se prolongavam irregularmente para sul da ilha, e se estendiam através da baía, em forma de sem-círculo, aproximadamente por 1 500 m desde a costa. Esta zona rochosa era demasiado rasa para permitir a passagem de navios de guerra de maior dimensão, e, assim sendo, Brueys deu ordens para que os seus navios de linha formassem em linha de batalha desde o limite nordeste das rochas, até ao sul da ilha, uma posição que permitia aos os navios desembarcar materiais e equipamentos pelo lado virado para terra, enquanto o outro lado defendia os desembarques com as baterias. Ordens adicionais obrigavam a que cada navio atasse fortes cabos à proa e à popa das embarcações próximas, o que, teoricamente, atribuía à linha de batalha uma natureza de barreira intransponível. Uma segunda linha interior composta por quatro fragatas, estava posicionada 320 m a oeste da linha principal, aproximadamente a meio caminho entre a linha e os rochedos. A vanguarda da linha francesa era liderada pelo Guerrier, posicionado a 2 200 m a sudeste da ilha de Abukir, e a cerca de 910 m do limite das rochas que circundavam a ilha. A linha estendia-se para sudeste com o centro virado para fora da zona rochosa. Os navios franceses estavam separados por intervalos de 150 m, e, no total, a linha tinha cerca de 2 610 m  de comprimentos, com o navio-almirante, Orient, no centro, e dois navios de guerra de grande dimensão – 80 canhões – ancorados de cada lado. A divisão do fim da linha estava sob o comando do contra-almirante Pierre Villeneuve, no Guillaume Tell.
Ao organizar os seus navios daquela forma, Brueys esperava que os britânicos fossem forçados pelos rochedos a atacar as zonas mais fortes - centro e retaguarda -, permitindo que os seus navios, impulsionados pelos ventos predominantes de nordeste, contra-atacassem os britânicos. No entanto, ele tinha subvalorizado um facto: o espaço entre o Guerrier e a zona rochosa podia permitir que um navio inimigo atravessasse a frente da linha francesa, fazendo com que a a vanguarda menos apoiada fosse apanhada num fogo-cruzado entre duas divisões de navios inimigos. A disposição dos navios franceses tinha uma segunda falha: os 150 m de intervalo entre cada navio eram largos o suficiente para que um navio britânico passasse e quebrasse a linha francesa. Além disso, nem todos os capitães de Brueys tinham seguido as suas ordens para atar cabos ao seu navio vizinho, o que poderia ter evitado tal manobra. O problema foi ainda maior com as ordens de só ancorar à proa, o que fazia com que os navios balançassem com o vento e aumentassem mais o espaço entre eles. Também criou áreas dentro da linha francesa que não estavam cobertas por nenhum navio. Os navios britânicos podiam, assim, ancorar nesses espaços e atacar os franceses sem qualquer reacção destes. Mais ainda, a mobilização da sua frota impediu que a retaguarda desse o devido apoio ao comboio devido aos ventos predominantes.
Uma outra preocupação para Brueys era a falta de alimentos e água na sua frota: Napoleão tinha feito desembarcar quase todas as provisões e não chegavam abastecimentos a partir de terra. Para solucionar este problema, Brueys enviou grupos de 25 homens, de cada navio, a terra para requisitar comida, cavar poços e recolher água. Contudo, os ataques permanentes de tropas irregulares de beduínos requeriam que cada grupo fosses apoiado por guardas fortemente armados; assim, cerca de um terço dos marinheiros da frota estavam fora dos seus navios, sempre que fosse necessário. Brueys escreveu uma carta a descrever a situação ao ministro da Marinha Étienne Eustache Bruix, a relatar que "As nossas tripulações estão fracas, tanto em número como em qualidade. O nosso cordame, de um modo geral, está por reparar,  e acho que é preciso coragem para gerir uma frota com todos estes problemas".

### Chegada de Nelson

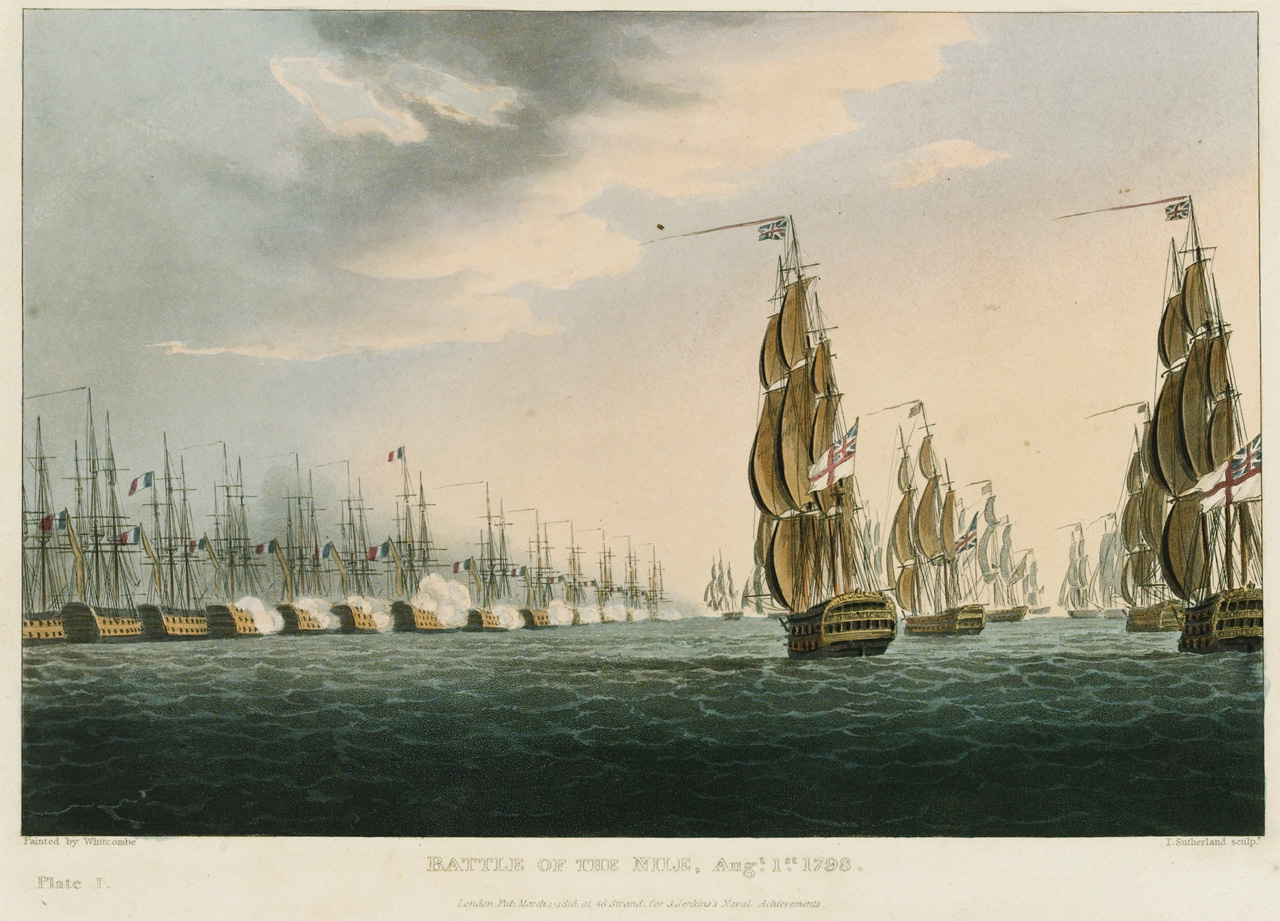
Battle of the Nile, Augt 1st 1798, Thomas Whitcombe, 1816, National Maritime Museum. A frota britânica prepara-se para atacar a linha francesa.

Embora de início desapontado com o facto de a frota francesa não se encontrar em Alexandria, Nelson sabia que a presença de navios de transporte por perto queria dizer que ela estaria próximo. Às 14h00 do dia 1 de Agosto, os vigias do HMS Zealous avistaram os franceses ancorados na baía de Abukir; os vigias do HMS Goliath também fizeram sinal, mas, incorrectamente, assinalaram a presença de 16 navios de linha franceses em vez de 13. Ao mesmo tempo, os vigias franceses do Heureux, o nono navio da linha francesa, avistou a frota britânica a 17 km ao largo da entrada da baía. A primeira contagem feita pelos franceses foi de apenas 11 navios britânicos, pois o Swiftsure e o Alexander ainda se encontravam a regressar das suas operações de reconhecimento em Alexandria, encontrando-se a cerca de seis quilómetros a oeste da frota principal, fora de vista. O navio de Troubridge, HMS Culloden, também estava afastado do corpo principal, a rebocar um navio mercante capturado. Quando ficou à vista dos franceses, Troubridge abandonou o navio e fez o possível por se juntar o mais depressa que podia a Nelson. Sem muitos dos marinheiros que se encontravam em terra, Brueys ainda não tinha enviado nenhum dos seus navios de guerra mais ligeiros para efectuar reconhecimentos, o que o impediu de reagir de forma rápida ao súbito aparecimento dos britânicos. À medida que os seus navios se preparavam para o combate, Brueys deu ordem aos seus capitães para se juntarem no Orient para uma reunião, e chamou os homens que estavam em terra, embora muitos não tivessem chegado a tempo quando a batalha começou. Para os substituir, alguns dos marinheiros das fragatas foram distribuídos pelos navios de guerra. Brueys também esperava atrair a frota britânica para a zona dos rochedos, na ilha de Abukir, e enviou os brigues Alerte e Railleur para servirem de armadilha nas águas rasas. Pelas 16h00, o Alexander e o Swiftsure ficaram à vista, embora a alguma distância da frota britânica principal, e Brueys ordenou que se abandonasses o plano de ficar ancorado e se levantasse as velas, com o protesto de Blanquet que argumentou que não havia homens suficientes a bordo dos navios franceses para manejar as velas e, ao mesmo, tempo, para manusear as bocas de fogo. Nelson, por seu lado, deu instruções para que os seus navios abrandassem para assim se aproximassem numa formação mais organizada. Convencido de que os britânicos não iriam atacar de noite naquelas águas, e sim que estariam a planear o combate para o dia seguinte, Brueys anulou a sua anterior ordem de levantar vela e navegar. Era provável que Brueys esperasse que o atraso lhe permitisse passar pelos britânicos durante a noite, seguindo as ordens de Napoleão de não entrar, directamente, em conflito com a frota britânica.
Nelson ordenou à sua frota que diminuíssem a velocidade de navegação às 16h00 para permitir que os seus navios instalassem molas nos cabos das âncoras, uma forma de prender a âncora da proa que aumentava a estabilidade, e permitia que os seus navios movessem o bordo enquanto estavam ancorados. Também aumentava a capacidade de manobra e, deste modo, reduzia o risco de ficar sob tiro de enfiada. O plano de Nelson, discutido com os seus capitães durante a viagem de regresso de Alexandria, era de avançar sobre os franceses, passando contornando o seu lado virado para o mar e a zona central da linha, por forma a que cada navio francês enfrentasse dois navios britânicos, e o "gigante" Orient três. A direcção do vento faria com que a retaguarda francesa tivesse dificuldade em juntar-se à batalha ficando separada da restante linha de batalha. Para garantir que, no meio do fumo, falta de visibilidade e da confusão de uma batalha nocturna, os seus navios não disparassem, acidentalmente, uns sobre os outros, Nelson deu instruções para que cada navio instalasse quatro luzes horizontais no cimo do mastro de mezena, e içasse uma Bandeira Branca iluminada, que era significativamente diferente da bandeira tricolor francesa. Enquanto o seu navio era preparado para a batalha, Nelson jantou com os seus oficiais do Vanguard, brindando e anunciando em simultâneo: "Amanhã, por volta desta hora, ou mesmo antes, das duas uma: ou recebo um título ou [vou para] a Abadia de Westminster", referindo-se às recompensas de uma vitória ou ao enterro tradicional dos heróis militares britânicos.

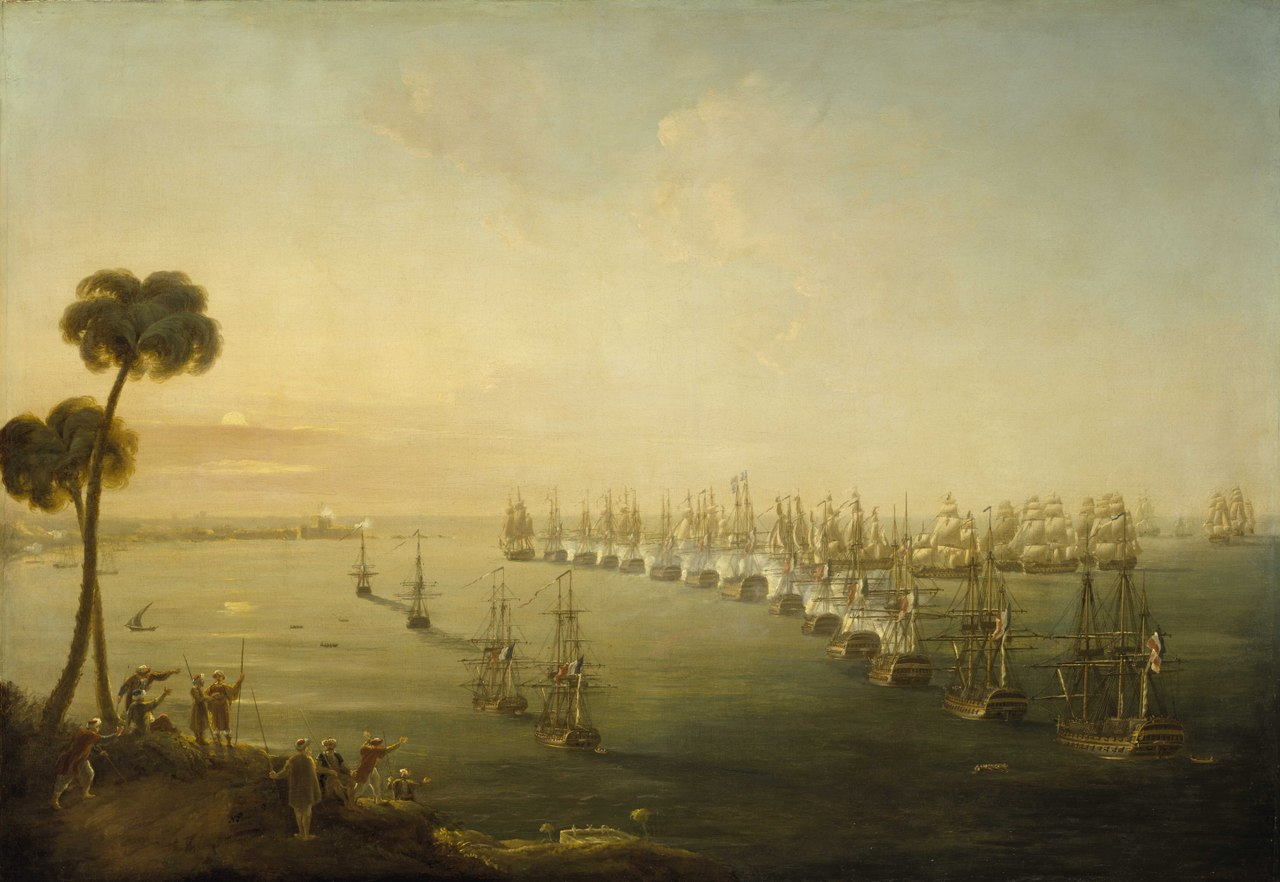
Batalha do Nilo, 1 de Agosto de 1798, Nicholas Pocock, 1808, National Maritime Museum.

Pouco tempo depois da ordem de Brueys de içar as velas e partir, ser abandonada, a frota britânica começou a aproximar-se depressa, e Brueys, esperando agora ficar debaixo de fogo nessa noite, deu ordens a cada um dos seus navios para também instalar o sistema de molas nos cabos e preparar-se para a batalha. O Alerte foi enviado à frente passando perto dos navios da vanguarda britânica, e depois efectuando uma manobra apertada para oeste, perto da zona rochosa, esperando que os navios inimigos o seguissem e ficassem presos. Nenhum dos capitães de Nelson caiu na armadilha e a frota britânica continuou a navegar de forma determinada. Às 17h30, Nelson fez sinal a um dos seus navios da frente, o HMS Zealous comandado pelo capitão Sir Samuel Hood, que tinha estado a competir com o Goliath, para ser o primeiro a disparar sobre os franceses. O almirante deu ordem a Hood para iniciar uma rota segura até ao porto; os britânicos não tinham mapas de profundidade ou relevo da baía excepto um esboço obtido pelo Swiftsure de um mercador, um atlas pouco preciso a bordo do Zealous, e um mapa com 35 anos a bordo do Goliath. Hood respondeu dizendo que ia realizar medições de profundidade conforme fosse avançando, e que "Se [Nelson] me der a honra de o liderar até à batalha, manter-me-ei na frente". Pouco depois, Nelson parou para falar com o brigue HMS Mutine, cujo comandante, tenente Thomas Hardy, tinha tinha apreendido alguns pilotos marítimos de um pequeno navio Alexandrino. Quando o Vanguard parou, os restantes navios seguiram abrandaram. Estas manobras abriram um espaço entre o Zealous e o Goliath, e o resto da frota. Para diminuir este efeito, Nelson deu ordem ao HMS Theseus, comandado pelo capitão Ralph Miller, para ultrapassar o seu navio-almirante e juntar-se ao Zealous e ao Goliath, na frente. Pelas 18h00, a frota britânica estava de novo a navegar a todo o pano, com o Vanguard em sexto lugar na linha de dez navios, o Culloden a dirigir-se para norte, e o Alexander e o Swiftsure a navegarem para oeste. Na sequência da mudança de formações - de uma linha separada para uma linha de batalha rígida -, ambas as frotas hastearam as suas bandeiras; adicionalmente, cada navio britânico içou a sua Union Flag, não fosse o caso de as suas bandeiras principais serem destruídas. Às 18h20, conforme o Goliath e o Zealous iniciavam o combate, os navios franceses da frente, Guerrier e Conquérant abriram fogo.

## Batalha do Nilo

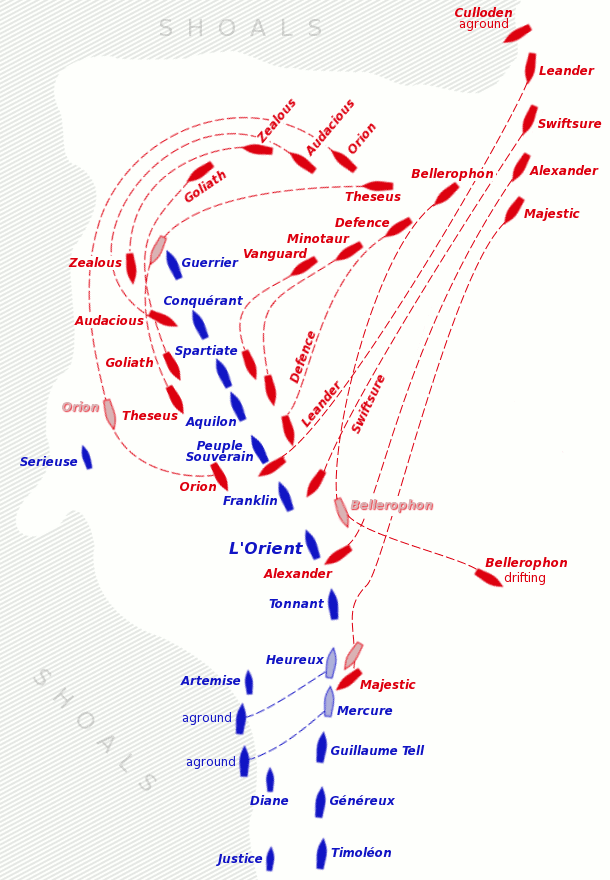
Mapa com a disposição e movimentos dos navios durante a Batalha da Baía de Abukir, 1–2 de Agosto de 1798. Os navios britânicos estão a vermelho e os franceses a azul. A posição transitória dos navios é mostrada em vermelho/azul mais pálido. O mapa está simplificado, e poderá diferir do texto em alguns pormenores menos significativos.

Dez minutos depois de os franceses terem abeto fogo, o Goliath, ignorando os disparos que vinham do forte a estibordo, e do Guerrier a bombordo (a maioria dos quais passava demasiado alto para causar preocupações ao navio), passou pela zona frontal da linha francesa. O capitão Thomas Foley verificou que, à medida que se aproximava, havia um espaço inesperado entre o Guerrier e a zona pouco profunda dos rochedos. Por sua própria iniciativa, Foley decidiu explorar este erro táctico e mudou o ângulo de aproximação para navegar por aquele espaço. Conforme a proa do Guerrier ia ficando ao seu alcance, o Goliath abriu fogo, infligindo sérios danos com um disparo duplo dos seus canhões, à medida que o navio britânico virava o seu lado bombordo e passava pelo respectivo bordo, mal preparado, do Guerrier, e os Royal Marines de Foley, juntamente com uma companhia de granadeiros australianos, disparavam os seus mosquete. Foley pretendia ancorar ao lado do navio francês e atacá-lo a curta distância, mas a sua âncora demorou muito tempo a descer e o seu navio passou pelo Guerrier. O Goliath parou perto da proa do Conquérant, abrindo fogo e utilizando as armas de estibordo para efectuar alguns disparos sobre a fragata Sérieuse e sobre o navio bombardeiro Hercule, os quais estavam ancorados no interior da linha de batalha. O ataque de Foley foi seguido por Hood, no Zealous, que também tinha atravessado a linha francesa e ancorado com sucesso junto ao Guerrier, no local que Foley tinha planeado, bombardeando a proa do navio francês a pequena distância. No espaço de cinco minutos, o mastro do traquete do Guerrier foi derrubado, para grande alegria das tripulações dos navios britânicos que se aproximavam. Os capitães franceses foram apanhados de surpresa pela rapidez do avanço britânico, e ainda estavam a bordo do Orient, em reunião com o almirante, quando a batalha teve início. Rapidamente lançaram os barcos à água e regressaram aos seus navios. O capitão Jean-François-Timothée Trullet do Guerrier, gritou ordens, da sua embarcação aos seus homens, para que estes contra-atacassem o Zealous.
O terceiro navio britânico a entrar em acção foi o HMS Orion comandado pelo capitão James Saumarez, que contornou o combate que estava a ocorrer no início da linha de batalha, e passou entre a principal linha francesa e as fragatas que estavam perto da linha de costa. Depois de efectuar esta manobra, a fragata Sérieuse abriu fogo sobre o Orion, ferindo dois homens. As leis bélicas navais da época estabeleciam que os navios de linha não podiam atacar fragatas caso existissem navios de igual dimensão por perto, mas, ao disparar primeiro, o capitão francês Claude-Jean Martin, violou a convenção e Saumarez esperou até que a fragata estivesse ao seu alcance, antes de disparar. O Orion necessitou apenas de uma salva de canhões para destruir a fragata, acabando por ficar imobilizada na zona rochosa. Durante o atraso provocado por esta luta entre os dois navios, mais dois navios se juntaram à batalha: o Theseus, um navio de 1.ª categoria, seguiu o percurso de Foley até à proa do Guerrier. Miller manobrou o seu navio pelo meio da escaramuça entre os navios britânicos e franceses ancorados, até encontrar o terceiro navio francês, Spartiate. Ancorado a bombordo, o  navio de Miller abriu fogo a curta distância. O HMS Audacious, sob o comando do capitão Davidge Gould, atravessou a linha francesa entre o Guerrier e o Conquérant, ancorou entre os dois, e disparou contra ambos. O Orion regressou à acção, mais a sul do que pretendia, disparando contra o quinto navio francês, Peuple Souverain, e sobre o navio-almirante do almirante Blanquet, Franklin.
Os três navios britânicos seguintes - o Vanguard, na frente, seguido pelo HMS Minotaur e pelo HMS Defence - ficaram em formação de linha de batalha e ancoraram no lado estibordo da linha francesa às 18h40. Nelson concentrou o fogo do seu navio-almirante no Spartiate, enquanto o capitão Thomas Louis, do Minotaur, atacava o Aquilon, e o capitão John Peyton, do Defence, se juntava no combate ao Peuple Souverain. Com a vanguarda francesa em grande desvantagem numérica, os navios britânicos HMS Bellerophon e HMS Majestic passaram pelos XXX combates e dirigiram-se para a zona central da linha francesa, ainda fora do combate. Ambos os navios entrariam em luta com inimigos muito mais poderosos que eles, e começaram a ficar bastante danificados: o capitão Henry Darby, do Bellerophon, não conseguiu ancorar perto do Franklin e, em vez disso, lançou âncora junto da zona do navio-almirante francês, enquanto o capitão George Blagdon Westcott, do Majestic, também falhava a sua ancoragem e por pouco não colidia com o Heureux, ficando debaixo do fogo do Tonnant. Incapaz de parar a tempo, a antena da vela de estai do navio de Westcott ficou presa no brandal do Tonnant. Do seu lado, os franceses também estavam a passar por dificuldades: o almirante Brueys do Orient tinha sido ferido com gravidade na face e num braço, por estilhaços, durante o início do confronto com o Bellerophon. O último navio da linha britânica, o Culloden comandado pelo Troubridge, navegando demasiado perto da ilha de Abukir, no meio da escuridão, ficou preso nas rochas. Apesar dos esforços dos barcos do Culloden, do brigue Mutine e do HMS Leander de 50 canhões, comandado pelo capitão Thomas Thompson, o navio de linha não pôde ser resgatado, e as ondas ainda empurravam mais o Culloden para as rochas, danificando, gravemente, o casco do navio.

### Rendição dos franceses
Às 19h00, as luzes de identificação dos mastros de mezena dos navios britânicos foram acendidas. Por esta altura, o Guerrier não tinha qualquer mastro e estava bastante danificado. Em contraste, o Zealous mal tinha sido tocado: Hood tinha posicionado o Zealous afastado do lado de fogo da maioria dos navios franceses e, em nenhuma ocasião o Guerrier esteve preparado para um ataque por ambos os lados em simultâneo, dadas as escotilhas estarem bloqueadas por caixotes de provisões. Embora o navio estivesse completamente danificado, a tripulação do Guerrier recusou render-se, continuando a disparar os poucos canhões operacionais, sempre que possível, apesar das fortes respostas do Zealous. Para além dos disparos de canhões, Hood deu ordem aos seu fuzileiros para dispararem os seus mosquetes em direcção ao convés do navio francês, afugentando a tripulação, mas não conseguindo fazer com que o capitão Trullet se rendesse. Só por volta das 21h00, quando Hood enviou um pequeno barco ao Guerrier, com uma tripulação de abordagem, é que, por fim, o navio francês se rendeu. O Conquérant foi derrotado de forma mais célere, depois de pesados disparos dos navios britânicos, em particular do Audacious e do Goliath que destruíram todos os três mastros, pelas 19h00. Com o navio imobilizado e danificado, o seu capitão, Etienne Dalbarade, mortalmente ferido, arriou as suas bandeiras, em sinal de rendição, e uma equipa de abordagem tomou o controlo do navio. Contrariamente ao Zealous, estes navios britânicos sofreram alguns danos na batalha; o Goliath perdeu grande parte das suas velas, sofreu danos em todos os três mastros e 60 vítimas. Com os seus oponentes derrotados, o capitão Gould, do Audacious, utilizou as molas dos seus cabos para abrir fogo contra o Spartiate, o seguinte navio francês na linha. A oeste da batalha, o danificado Serieusé afundava-se na zona rochosa. Quando a tripulação entrou nos botes e remou para terra, apenas os mastros estavam fora de água.

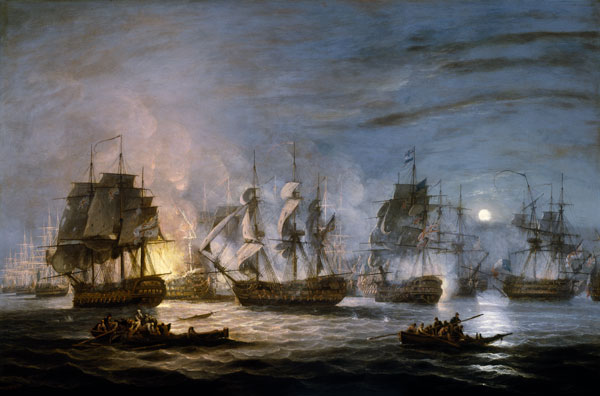
Batalha do Nilo, Thomas Luny, 1830, National Maritime Museum.

Os disparos do Audacious contra o Spartiate significava que o capitão Maurice-Julien Emeriau estava perante três adversários. Em poucos minutos, os três mastros do navio francês foram derrubados, mas a luta em redor do Spartiate continuou até às 21h00, quando Emeriau, ferido, ordenou o arriar das suas bandeiras. Embora o Spartiate estivesse em desvantagem numéricas, tinha o apoio do seguinte navio da linha, o Aquilon, o qual, contrariamente a todos os outros navios, estava a lutar apenas contra um único oponente, o Minotaur. O capitão Antoine René Thévenard utilizou as molas do cabo da âncora para virar o bordo do seu navio por forma a que este ficasse em posição de disparo contra a proa do navio-almirante de Nelson que, na sequência daquela manobra, sofreu mais de 100 baixas, incluindo o almirante. Pelas 20h30, Nelson foi atingido perto do seu olho cego por um estilhaço de ferro, de um disparo do Spartiate. O estilhaço cortou-lhe um pedaço de pele que ficou pendurada na sua face, ficando temporariamente cego. Nelson caiu nos braços do capitão Edward Berry e foi levado para baixo. Certo de que tinha sido ferido mortalmente, gritou "Estou morto, digam à minha mulher", e chamou o capelão Stephen Comyn. A ferida foi examinada pelo cirurgião do Vanguard Michael Jefferson, que informou o almirante de que era apenas uma ferida superficial, e coseu o corte. Nelson tinha instruções do cirurgião para não se mexer mas ignorou os conselhos e voltou para o deque, antes da explosão do Orient, para supervisionar a fase de encerramento da batalha. Embora a manobra de Thévenard tenha sido bem-sucedida, o navio ficou posicionou com a sua proa sob o fogo dos canhões do Minotaur e, pelas 21h25, o navio francês estava sem mastros e bastante danificado, o capitão Thévenard morto e os seus oficiais subalternos forçados a render-se. Com o seu adversário derrotado, o capitão Thomas Louis levou o Minotaur para sul para se juntar no ataque ao Franklin.

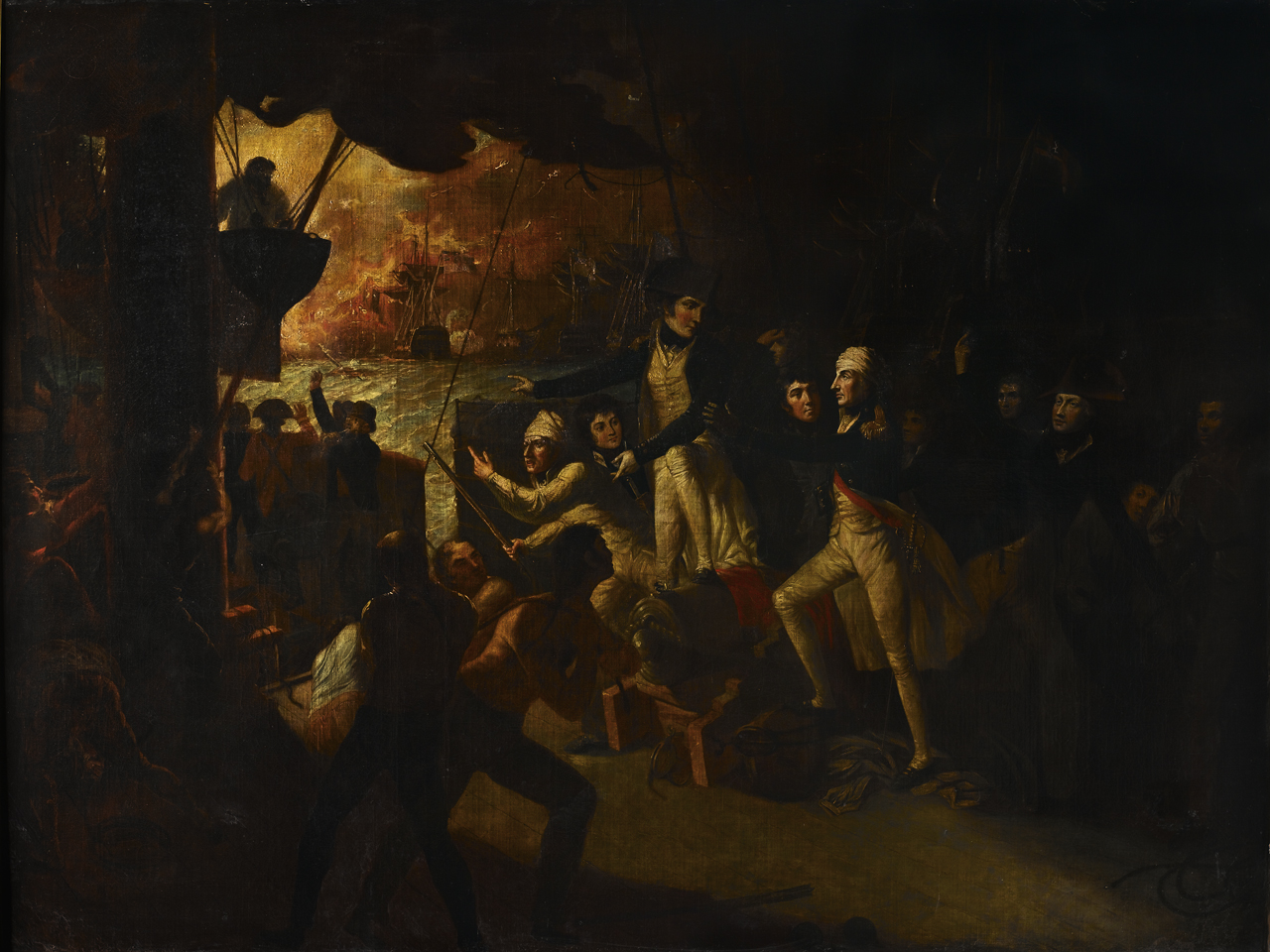
Batalha do Nilo, 1 de Agosto de 1798, Daniel Orme, 1805, National Maritime Museum. Nelson regressa ao convés depois da sua ferida ter sido tratada.

O quinto navio francês, Peuple Souverain, foi atacado por ambos os lados pelo Defence e pelo Orion, e depressa ficou sem os mastros principal e dianteiro. A bordo do Orion, um pedaço de madeira de grande dimensão esmagou os mastros do navio, matando dois homens antes de ferir o capitão Saumarez na coxa. No Peuple Souverain, o capitão Pierre-Paul Raccord foi ferido com gravidade e ordenou que cortassem o cabo da âncora do seu navio num esforço de escapar ao bombardeamento. O Peuple Souverain navegou para sul, em direcção ao navio-almirante Orient, o qual, no meio da escuridão, abriu fogo contra o navio. O Orion e o Defence não conseguiram iniciar uma perseguição imediata ao navio francês pois o Defence tinha perdido o mastro superior do traquete, e o Orion por pouco que não era atingido por uma embarcação em chamas que estava à deriva no meio da batalha. A origem desta embarcação, um bote em chamas carregado de material altamente inflamável, não é conhecida mas pode ter sido lançado pelo Guerrier no início da batalha. O Peuple Souverain ancorou não muito longe do Orient, mas não voltou a entrar em combate; o navio danificado acabou por se render durante a noite. O Franklin permaneceu em combate, mas Blanquet tinha sido ferido na cabeça e o capitão Gillet foi levado para baixo, inconsciente, com vários ferimentos. Pouco depois, eclodiu um incêndio no convés superior quando um armário de armas explodiu, sendo apagado, com alguma dificuldade, pela tripulação.
A sul, o Bellerophon estava com sérios problemas com os fortes ataques do Orient. Às 19h50, o mastro de mezena e o mastro principal caíram, e eclodiram vários incêndios por todo o navio. Embora tenham conseguido extinguir os focos de incêndio, o navio registou mais de 200 vítimas. O capitão Darby reconheceu que a posição do navio era insustentável e deu ordem para que se cortasse os cabos das âncoras às 20h20. O navio afastou-se da batalha sempre sob debaixo do fogo do Tonnant, vendo o seu mastro traquete a ser destruído. O Orient também sofreu danos consideráveis, e o almirante Brueys foi atingido no peito por uma bala de canhão que quase o partiu ao meio; morreu 15 minutos depois, permanecendo no tombadilho e recusando ser levado para baixo pelos seus homens. O capitão do Orient, Luc-Julien-Joseph Casabianca, também foi ferido, atingido na cara por estilhaços, ficando inconsciente, enquanto o seu filho de onze anos ficava sem uma perna quando um projéctil de canhão o atingiu no momento em que se encontrava junto do seu pai. O navio britânico posicionado mais a sul, o Majestic, tinha ficado emaranhado com o Tonnant, de 80 canhões, e, no combate que se seguiu, sofreu pesadas baixas. Entre as vítimas estava o capitão George Blagdon Westcott, que foi morto por fogo de mosquete francês. O tenente Robert Cuthbert assumiu o comando e conseguiu desembaraçar o seu navio, permitindo que o Majestic se afastasse mais para sul, muito danificado, e, pelas 20h30, encontrava-se entre o Tonnant e o Heureux, a atacá-los. Para apoiar o centro, o capitão Thompson, do Leander, abandonou os esforços que estavam a decorrer para retirar o Culloden dos rochedos, dirigindo-se para a linha de batalha francesa, posicionando-se no espaço criado pelo Peuple Souverain, que estava à deriva, e efectuando um potente tiro de enfiada contra o Franklin e o Orient.
Enquanto a batalha se desenrolava na baía, os dois navios britânicos mais afastados tentavam juntar-se ao combate, orientando-se pelos clarões provocados pelos disparos na escuridão. O Swiftsure, comandado pelo Benjamin Hallowell, que também tentava rebocar o Culloden, decidiu voltar para a batalha, passando pelos confrontos do início da linha e dirigindo-se para a zona central francesa. Pouco depois das 20h00, foi avistado um navio danificado sem mastros em frente do Swiftsure e Hallowell deu ordens para disparar, mas decidiu voltar atrás na ordem, preocupado em identificar a estranha embarcação. Gritando para o navio, Hallowell recebeu a resposta "Bellerophon, saindo da acção, avariado". Aliviado por não ter disparado acidentalmente contra um dos seus próprios navios na escuridão, Hallowell posicionou-se entre o Orient e o Franklin, abrindo fogo contra ambos. O Alexander, o último navio britânico ainda fora de batalha, seguiu o Swiftsure e colocou-se perto do Tonnant, o qual tinha começado a afastar-se do navio-almirante francês. O seu capitão,  Alexander Ball, juntou-se, então, ao ataque ao Orient.

### Destruição doOrient

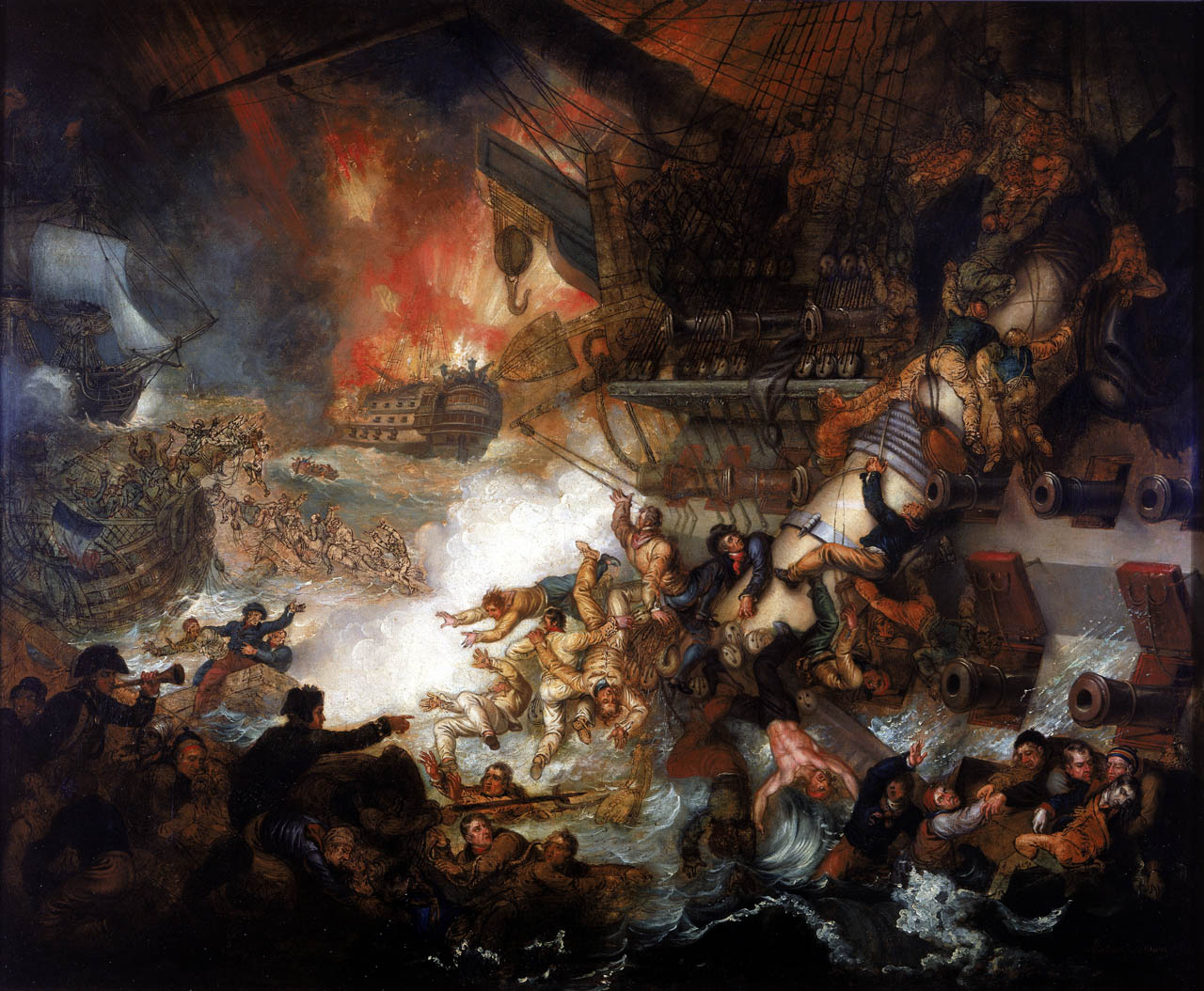
Batalha do Nilo: Destruição do 'L'Orient', 1 de Agosto de 1798, Mather Brown, 1825, National Maritime Museum

Às 21h00, observou-se um incêndio nos deques inferiores do Orient. Tomando consciência do perigo em que esta situação colocava o navio-almirante francês, o capitão Hallowell deu instruções aos seus homens para direccionarem o tiro dos canhões para as chamas. O constante fogo dos canhões britânicos espalharam as chamas pela popa do navio, impedindo os esforços para a sua extinção. Em alguns minutos, as chamas tinham chegado aos mastros e alastrado às velas. Os navios britânicos mais próximos - Swiftsure, Alexander e Orion -, pararam de disparar, fecharam as escotilhas e afastaram-se do navio em chamas antecipando a explosão do enorme paiol de munições a bordo. As tripulações foram organizadas por forma a molhar as velas e os conveses com água do mar, para prevenir qualquer foco de incêndio. Da mesma forma, os navios franceses Tonnant, Heureux e Mercure cortaram os cabos das âncoras e afastaram-se para sul, para longe das chamas. Pelas 22h00, o fogo atingiu o paiol e o Orient explodiu, ficando completamente destruído. A onda de choque provocada pela explosão foi de tal forma potente que chegou a abrir as linhas de junção dos navios mais próximos, e muitos dos estilhaços a arder caíram directamente nos navios mais próximos. O Swiftsure, o Alexander e o Franklin foram atingidos por alguns destes estilhaços em chamas ,as, na maior parte dos casos, equipas de marinheiros conseguiram extinguir os pequenos incêndios, apesar de uma explosão secundária no Franklin.

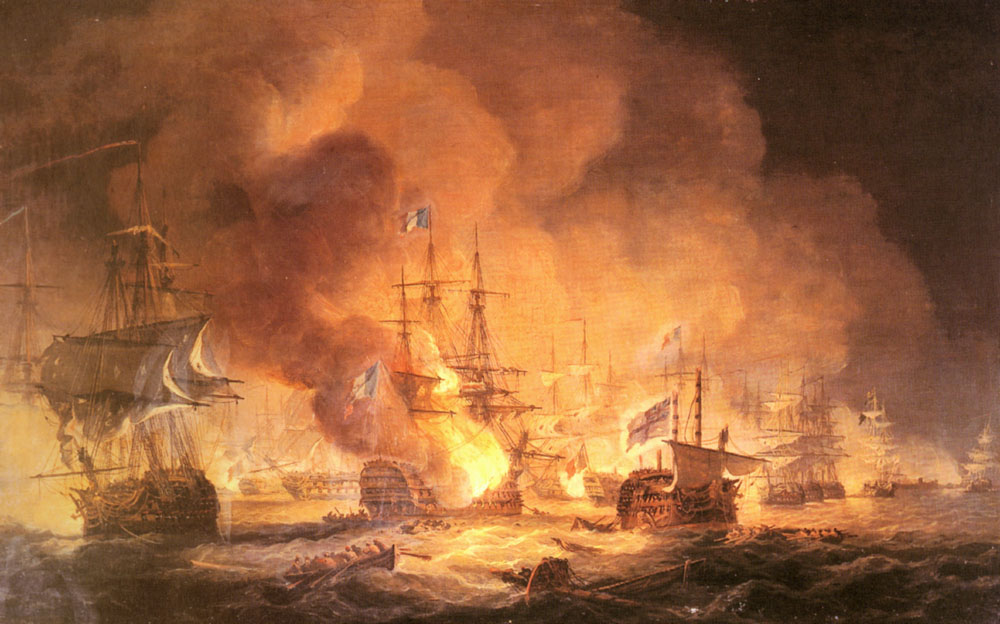
Batalha do Nilo, Thomas Luny, 1834.

Nunca foram conhecidas as causas para o incêndio do Orient, mas um relato habitual refere que tinham sido deixados frascos de óleo e tinta no castelo de popa, em vez terem sido devidamente guardados, nos compartimentos inferiores antes da batalha. Pensa-se que material de enchimento dos projécteis de um dos navios britânicos tenha caído no castelo de popa e incendiado a tinta. O fogo alastrou pela cabina do almirante e por uma zona de armazenagem de bombas incendiarias específicas para arderem dentro de água. Reciprocamente, o capitão de frota Honoré Ganteaume descreveu mais tarde que a causa se tinha devido a uma explosão no tombadilho superior, precedida por uma série de pequenos fogos no deque principal, entre os botes do navio. Seja qual for a sua origem, o fogo alastrou depressa pelos mastros, velas e cabos, impossível de conter pelas bombas de incêndio que tinham sido destruídas pelos disparos britânicos. Um segundo incêndio deflagrou na proa, aprisionando centenas de marinheiros. Pesquisas arqueológicas encontraram destroços espalhados por 500 metros no leito mediterrânico, evidenciando que o navio foi destruído por duas explosões consecutivas. Embora centenas de homens se tenham atirado ao mar par escapar às chamas, menos de 100 sobreviveram à explosão: os botes britânicos recolheram 70 sobreviventes, incluindo o oficial Léonard-Bernard Motard. Poucos conseguiram chegar a terra em jangadas, como Ganteaume. A restante tripulação - mais de 1 000 homens - foi morta, incluindo o capitão Luc-Julien-Joseph Casabianca e o seu filho de doze anos Giocante.

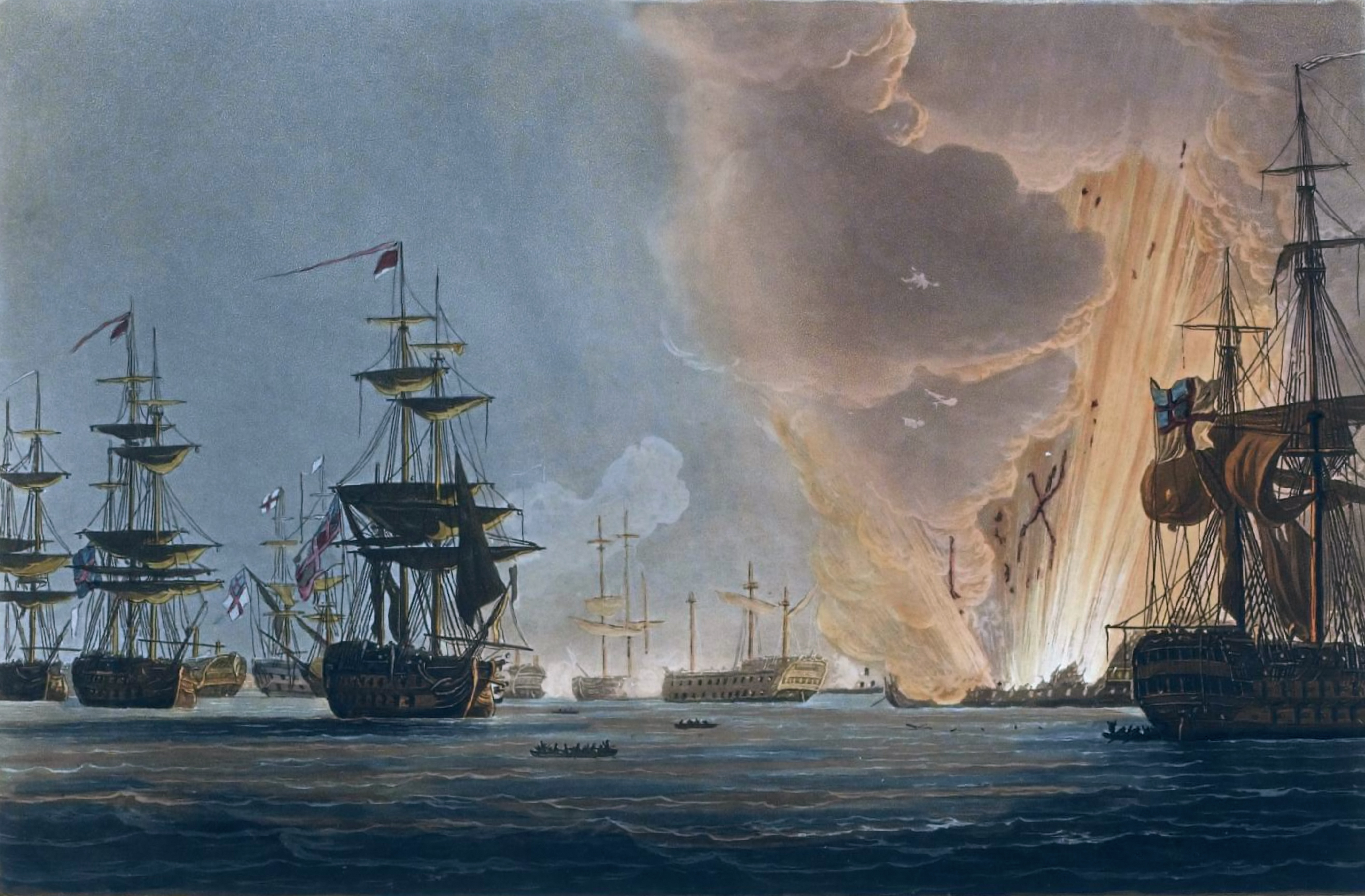
Batalha do Nilo, 1 de Agosto de 1798, Thomas Whitcombe, 1816, National Maritime Museum – o ponto alto da batalha com a explosão do Orient.

Nos dez minutos seguintes à explosão, a batalha parou; as tripulações de ambos os lados ficaram estupefactas com o que viam, e estavam desesperadas para apagar os fogos a bordo dos seus navios e prosseguir com os combates. Durante a acalmia, Nelson deu ordens para lançar barcos à água e recolher sobreviventes à volta do Orient. Às 22h10, o Franklin reiniciou os combates disparando contra o Swiftsure. Isolado e danificado, o navio de Blanquet depressa ficou sem mastros e, com o seu almirante ferido na cabeça com gravidade, foi forçado a render-se pelo ataque simultâneo do Swiftsure e do Defence. Mais de metade da tripulação do Franklin tinha sido morta ou ferida. À meia-noite, apenas o Tonnant estava em combate, com o comodoro Aristide Aubert Du Petit Thouars em luta contínua com o Majestic e, depois, com o Swiftsure, quando este ficou dentro do alcance dos disparos de canhão. Às 03h00, após mais de três horas de combate a curta distância, o Majestic tinha perdido o mastro de mezena e o principal, enquanto o Tonnant não passava de um monte de madeira flutuante sem mastros. Embora o capitão Du Petit Thouars tenha perdido ambas as pernas, permaneceu no comando, insistindo em manter a bandeira tricolor presa ao mastro para impedir que fosse atingido, e dando ordens enfiado num balde de trigo para se manter de pé. Sob o seu comando, o Tonnant foi divergindo para sul, para longe da batalha, para se juntar à divisão sul comandada por Villeneuve. Ao longo dos combates, a retaguarda francesa manteve um fogo arbitrário contra os navios à sua frente. O único resultado dos disparos foi a destruição do leme do Timoléon pelos tiros mal direccionados do Généreux.

### De manhã
Quando o sol começou nascer, às 04h00, do dia 2 de Agosto, os combates começaram de novo, entre a divisão sul do Guillaume Tell, Tonnant, Généreux e Timoléon, e os danificados Alexander e Majestic. Embora momentaneamente em desvantagem numérica, os navios britânicos ficaram apoiaods pelos recém-chegados Goliath e Theseus. Enquanto o capitão Miller colocava o seu navio em posição, o Theseus ficou debaixo do fogo da fragata Artémise. Miller virou o seu navio em direcção ao Artémise, mas o capitão Pierre-Jean Standelet destruiu a sua bandeira e deu ordem aos seus homens para abandonar a fragata. Miller enviou um barco, comandado pelo tenente William Hoste, para tomar posse do navio vazio, mas Standelet tinha incendiado o seu navio quando o abandonou e o Artémise explodiu pouco depois. Os navios de linha franceses sobreviventes, à medida que iam cobrindo a sua retirada com disparos de canhão, dirigiram-se para leste, afastando-se da costa, pelas 06h00. O Zealous perseguiu a fragata Justice e impediu-a de abordar o Bellerophon, que se encontrava no extremo sul da baía a efectuar grandes reparações.
Duas embarcações francesas ainda mantinham as suas bandeiras tricolores, mas nenhuma delas estava em condições de sair da batalha ou de combater. Quando o Heureux e o Mercure cortaram os cabos das suas âncoras para escaparem à explosão do Orient, as tripulações entraram em pânico e nenhum dos capitães (ambos feridos) conseguiu voltar a controlar a ordem a bordo; deste modo, os navios ficaram à deriva até à zona rochosa. Encalhados e sem defesa, os navios foram atacados pelo Alexander, Goliath, Theseus e Leander, acabando por se renderem em poucos minutos. As acções contra o Heureux, o Mercure e o Justice,  permitiram a Villeneuve levar a maior parte dos navios franceses sobreviventes até à entrada da baía pelas 11h00. Contudo, o Tonnant, sem mastros, e sem o comodoro Du Petit Thouars que tinha morrido devido aos seus ferimentos e atirado ao mar a seu pedido, não conseguia movimentar-se com rapidez e foi levado para terra pela sua tripulação; o Timoléon, que  estava demasiado a sul para escapar com Villeneuve, tentou juntar-se aos sobreviventes, mas também acabou por encalhar nas rochas. A força do impacto arrancou o mastro do traquete. Em relação às restantes embarcações, francesas, o Guillaume Tell e o Généreux, e as fragatas Justice e Diane, juntaram-se e dirigiram-se para alto mar, perseguidas pelo Zealous. Apesar dos esforços, o navio do capitão Hood, que estava isolado, ficou debaixo de fogo pesado e foi incapaz de se separar do  Justice enquanto os sobreviventes franceses escapavam para o mar; o Zealous, the Hood, acabou por se atingido por vários disparos, morrendo um dos tripulantes.
O resto do dia 2 de Agosto foi ocupado por Nelson reparação dos seus navios, e em ocupar as embarcações francesas capturaras. O Culloden necessitou de assistência especial: tendo conseguido, por fim, retirar o seu navio das rochas, às 02h00, Troubridge tinha perdido o leme e estava a entrar água no navio a uma média de 120 toneladas por hora. Nos dois dias seguintes, foram efectuadas reparações de emergência no casco e improvisado um leme com a parte de cima de um mastro. Na manhã do dia 3 de Agosto, Nelson enviou o Theseus e o Leander para obrigar o Tonnant e o Timoléon a renderem-se. O Tonnant, com o convés cheio com 1 600 sobreviventes de outros navios franceses, rendeu-se com a aproximação dos navios britânicos, enquanto o Timoléon foi incendiado pela tripulação restante, que depois escapou para terra em pequenos barcos. O Timoléon explodiu pouco depois do meio-dia, e representou o 11.º, e último, navio de linha francês destruído ou capturado durante a batalha.

## Rescaldo
"Fui até ao convés para ver o estado das frotas, e que vista terrível era aquela. Toda a baía estava coberta de cadáveres, mutilados, feridos e queimados, sem um único pedaço de roupa a cobri-los excepto as suas calças."— Descrição feita pelo marinheiro John Nicol do Goliath

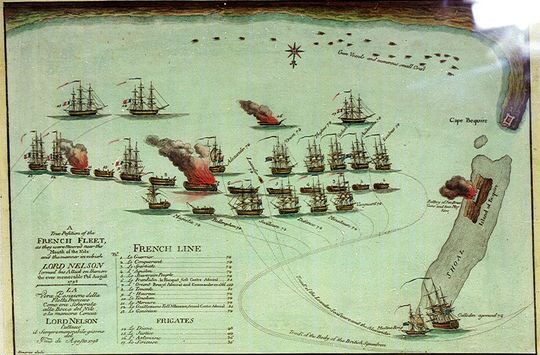
Uma posição correcta da frota francesa tal como estavam ancorada perto da foz do Nilo e a forma como Lorde Nelson organizou o ataque sobre ela, Robert Dodd, 1800, National Maritime Museum.

As baixas britânicas na batalha foram registadas com precisão logo após o fim da batalha: 218 mortos e cerca de 677 feridos, embora o número de feridos que acabou por morrer não seja conhecido. Os navios com mais vítimas foram o Bellerophon, com 201 baixas, e o Majestic, com 193; do lado oposto, o Culloden, sem vítimas, e o Zealous, com um morto e sete feridos. A lista de perdas inclui o capitão Westcott, cinco tenentes e dez oficiais subalternos entre os mortos; e o almirante Nelson, os capitães Saumarez, Ball e Darby, e seis tenentes feridos. Para além do Culloden, os únicos navios britânicos bastante danificados no casco foram o Bellerophon, o Majestic e o Vanguard, enquanto o Bellerophon e o Majestic foram os únicos a perder os mastros: o Majestic ficou sem o principal e o de mezena, e o Bellerophon perdeu os três. As baixas francesa são mais difíceis de calcular mas foram bastante mais elevadas. Estimativas apontam para um intervalo de 2 mil a 5 mil, e um número médio de 3 500 que inclui mais de mil feridos e capturados, e perto de 2 mil mortos, dos quais metade morreram no Orient. Há a acrescentar a morte do almirantes Brueys e os ferimentos do almirante Blanquet, quatro capitães mortos e sete outros gravemente feridos. Os navios franceses ficaram bastante danificados: dois navios de linha e duas fragatas foram destruídas (tal como um navio bombardeiro afundado pela sua tripulação), e três outros capturados que se encontravam de tal modo danificados que não voltaram a navegar. Dos restantes, apenas três ficaram em condições de voltar ao serviço. Nas semanas seguintes à batalha, foram vários os corpos que foram dando à costa do Egipto, ficando em decomposição debaixo de um calor seco intenso.
Nelson, observando a baía na manhã do dia 2 de Agosto, disse: "'Vitória' não é um termo suficientemente forte para uma cena como esta". Nas duas semanas seguintes, Nelson manteve os seus navios ancorados na baía de Abukir, preocupado em recuperar dos seus ferimentos, a escrever despachos e avaliando a situação militar no Egipto utilizando documentos recolhidos a bordo de um dos navios capturados. A ferida na cabeça de Nelson foi registada como tendo "7,5 cm de comprimento, e "o crânio exposto em cerca de 2,5 cm". O seu ferimento provocava-lhe uma dor que iria prolongar-se para o resto da sua vida; o corte ficou mal cicatrizado, e ele usava o seu cabelo para tentar escondê-lo. Enquanto o seu comandante recuperava, as tripulações recolhiam o que podiam dos destroços e efectuavam reparações aos seus próprios navios, e aos capturados. Ao longo da semana, a baía de Abukir ficou iluminada por fogueiras acendidas pelos beduínos para celebrar a vitória britânica. A 5 de Agosto, o Leander foi enviado para Cádis com mensagens para o conde de St. Vincent, levadas pelo capitão Edward Berry. Nos dias seguintes, praticamente todos os prisioneiros capturados (excepto 200) foram levados para terra como prisioneiros de guerra sob liberdade condicional, embora, mais tarde, Napoleão lhe tivesse dado ordens para formarem uma unidade de infantaria e integrados no seu exército. Os oficiais feitos prisioneiros ficaram a bordo do Vanguard, onde Nelson os recebia para jantar regularmente. O historiador Joseph Allen relata uma ocasião em que Nelson, ainda sofrendo de problemas de visão, ofereceu palitos a um dos oficiais que tinha perdido um dos dentes, e passou uma caixa de rapé a outro oficial que tinha ficado sem o nariz, causando uma situação embaraçosa. No dia 8 de Agosto, os navios da frota atacaram a ilha de Abukir, que se rendeu sem oferecer luta. O grupo de desembarque recolheu quatro dos canhões e destruiu os restantes, juntamente com o forte, e designou a ilha como "ilha de Nelson".
A 10 de Agosto, Nelson enviou o tenente Thomas Duval, do Zealous, com mensagens para o governo na Índia. Duval viajou pelo Médio Oriente, por terra, via Alepo, e apanhou um navio desde Baçorá para Bombaim, onde informou o governador-geral, Richard Wellesley, da situação no Egipto. A 12 de Agosto, as fragatas HMS Emerald, comandada pelo capitão Thomas Moutray Waller, HMS Alcmene, lideradas pelo capitão George Johnstone Hope e HMS Bonne Citoyenne, do capitão Robert Retalick, chegaram ao largo de  Alexandria. De início as fragatas foram foram tidas como navios de guerra franceses e perseguidas pelo Swiftsure, regressando no dia seguinte depois de se terem apercebido do erro. No mesmo dia, quando as fragatas chegaram, o Mutine partiu para a Grã-Bretanha com despachos levados pelo tenente Thomas Bladen Capel, que tinha substituído Hardy depois de este ter sido promovido a capitão do Vanguard. No dia 14 de Agosto, Nelson enviou os navios Orion, Majestic, Bellerophon, Minotaur, Defence, Audacious, Theseus, Franklin, Tonnant, Aquilon, Conquérant, Peuple Souverain e Spartiate para o mar sob o comando de Saumarez. Muitos dos navios tinham apenas mastros improvisados, e demoraram um dia para chegar até à entrada da baía; chegaram a mar aberto no dia seguinte. A 16 de Agosto, o Heureux, que se encontrava encalhado, foi incendiado e destruído por já não estar operacional, e, a 18 de Agosto, o Guerrier e o Mercure também foram queimados. Um dia depois, Nelson partiu para Nápoles com o Vanguard, o Culloden e o Alexander, deixando Hood no comando do Zealous, Goliath e Swiftsure, e das fragatas recém-chegadas, para observar a actividade francesa em Alexandria.
A primeira informação recebida por Napoleão sobre a derrota da sua frota, chegou em 14 de Agosto no seu acampamento  na estrada entre Salahieh e o Cairo. O mensageiro era um oficial de apoio enviado pelo governador de Alexandria, general Jean Baptiste Kléber, e o relatório foi escrito à pressa pelo almirante Ganteaume, que depois se juntou aos navios de Villeneuve no mar. Um relato descreve que quando lhe entregaram a mensagem, Napoleão leu-a, sem qualquer sinal de emoção, antes de chamar o mensageiro e de lhe pedir mais detalhes. Quando o mensageiro terminou, o general francês anunciou Nous n'avons plus de flotte: eh bien. Il faut rester en ces contrées, ou en sortir grands comme les anciens" ("Já não temos frota: bom, temos que permanecer neste país ou sair dele como os antigos".). Outra história, tal como contada pelo secretário do general, Bourienne, refere que Napoleão ficou prostrado com as notícias e exclamou: "Infeliz Brueys, o que é que fizeste!" Mais tarde, Napoleão, culpou o almirante Blanquet, ferido, pela derrota, acusando-o, falsamente, de se ter rendido com o Franklin, que não tinha sofrido danos. Protestos de Ganteaume e do ministro Étienne Eustache Bruix, acabaram por, mais tarde, reduzir a gravidade da crítica sobre Blanquet, mas nunca mais assumiu qualquer lugar de comando. A preocupação imediata de Napoleão foi para com os seus oficiais, que começaram a duvidar do propósito da expedição. Convidando os seus oficiais superiores para um jantar, Napoleão perguntou-lhes como estavam. Quando responderam que estavam "muito bem", Napoleão disse-lhes que era-lhe indiferente, pois se "continuassem a instigar motins e revoltas", os mandaria fuzilar". Para controlar qualquer insurreição entre os nativos, os egípcios foram ameaçados com o corte das suas línguas.

### Reacção
Os primeiros despachos enviados por Nelson foram capturados quando o Leander foi interceptado, e derrotado, pelo Généreux num duro combate ao largo da costa oeste de Creta em 18 de Agosto de 1798. Como resultado, os relatórios da batalha só chegaram à Grã-Bretanha no dia 2 de Outubro, levados por Capel no Mutine, entrando no Almirantado às 11h15, e pessoalmente entregues a Lorde Spencer, que desmaiou quando lhe foi transmitidas as notícias. Embora Nelson já tivesse sido criticado pela imprensa por não ter conseguido interceptar a frota francesa, as notícias sobre a batalha começaram a chegar à Grã-Bretanha, a partir do continente no final de Setembro, e as notícias levadas por Capel foram saudadas com celebrações por todo o país. Em quatro dias, Nelson recebeu o título de Barão Nelson do Nilo e Burnham Thorpe, uma recompensa que não lhe agradava, pois achava que merecia mais. O rei Jorge III discursou no Parlamento no dia 20 de Novembro, com as seguintes palavras:
A série de triunfos navais, nunca antes vista, recebeu uma nova vitória da acção decisiva e memorável, na qual um destacamento da minha frota, sob o comando do contra-almirante Lorde Nelson, atacou, e quase que destruiu por completo, uma força superior do inimigo, reforçada pela vantagem da situação. Por esta grande e brilhante vitória - um empreendimento - da qual a injustiça, a perfídia e a extravagância chamaram a atenção do mundo, e que teve a peculiaridade de se dirigir directamente contra alguns dos interesses mais valiosos do Império Britânico, resultou, numa primeira abordagem, em confusão para os seus autores, e o golpe dado ao poder e à influência da França abriu caminho para, se apoiado pelo esforço de outras potências, se proceder à libertação geral da Europa.— Rei Jorge III, citado por William James em The Naval History of Great Britain during the French Revolutionary and Napoleonic Wars, Volume 2, 1827
O conjunto de navios capturados de Saumarez fez a primeira paragem em Malta, onde deu apoio a uma rebelião na ilha entre a população maltesa. Seguiu para Gibraltar, onde chegou no dia 18 de Outubro para alegria da guarnição: Saumarez escreveu que "Nunca poderemos fazer justiça à forma como nos acolheram, e às saudações com que receberam a nossa esquadra". A 23 de Outubro, na sequência da transferência dos feridos para o hospital militar, e do abastecimento de bens essenciais, o comboio seguiu para Lisboa, deixando o Bellerophon e o Majestic para trás para manutenção mais exaustiva. O Peuple Souverain também ficou em Gibraltar: o navio estava demasiado danificado para navegar no Atlântico até à Grã-Bretanha e, assim, foi convertido em navio de patrulha sob o nome de HMS Guerrier. Os restantes troféus, passaram por pequenas reparações e seguiram para o seu destino, chegando a Plymouth. Pela sua idade e estado, nem o Conquérant nem o Aquilon foram considerados aptos para o serviço activo na Marinha Real, sendo desmantelados, embora tenham sido comprados por 20 000 libras (1 399 000 libras em 2013) cada um, tal como o HMS Conquerant e o HMS Aboukir, para providenciar uma recompensa financeira às tripulações que os capturaram. Montantes semelhantes foram pagos pelos Guerrier, Mercure, Heureux e Peuple Souverain, enquanto os outros navios capturados valiam muito mais. Feitos de madeira de carvalho do Adriático, o Tonnant foi construído em 1792, e o Franklin e o Spartiate tinham menos um ano. O Tonnant e o Spartiate, que mais tarde fariam parte da frota que participou na Batalha de Trafalgar, juntaram-se à Marinha Real com as suas designações antigas, enquanto o Franklin, considerado como "o melhor navio de dois conveses no mundo", foi renomeado HMS Canopus. O valor total das conquistas do Nilo foi estimado em 130 000 libras (equivalente a 9 100 000 libras em 2013).
A frota britânica recebeu ainda outros prémios: Nelson recebeu 2 mil libras (169 240 libras, em 2013) por ano, de forma vitalícia, ado Parlamento da Grã-Bretanha e 1 mil libras por ano do Parlamento da Irlanda, embora esta última pensão tenha sido descontinuada após o Acto de União ter dissolvido o Parlamento irlandês. Ambos os parlamentos apresentaram os seus agradecimentos; cada capitão que participou na batalha recebeu uma medalha de ouro, especialmente cunhada para a ocasião; e cada primeiro-tenente foi promovido a comandante. Apesar de ter sido, inicialmente, excluído, e, embora não tenha participado directamente na batalha, Troubridge e os seus homens do Culloden, também tiveram direito às mesmas recompensas depois da intervenção de Nelson. A Companhia Britânica das Índias Orientais entregou a Nelson 10 000 libras (846 210 libras em 2013) em reconhecimento das consequências positivas que a sua acção teve no seu património, e também as cidades de Londres, Liverpool e outros municípios e entidades. Dos seus próprios capitães, Nelson recebeu uma espada e uma gravura "como prova da sua estima". Nelson agradeceu publicamente este gesto, com os seus oficiais e, a 29 de Setembro de 1798, descreveu-os como "Nós poucos, nós alegres poucos; nós, um grupo de irmãos", citando a peça de teatro Henrique V de William Shakespeare. A partir daqui, nasceu a ideia dos Nelson's Band of Brothers (Grupo de Irmãos de Nelson), um conjunto de oficiais de marinha de elite que serviriam com Nelson para o resto da sua vida. Cerca de cindo décadas depois, a batalha foi uma das muitas que ficou associada à Medalha de Serviços Gerais da Marinha, entregue a todos os participantes britânicos ainda vivos em 1847.

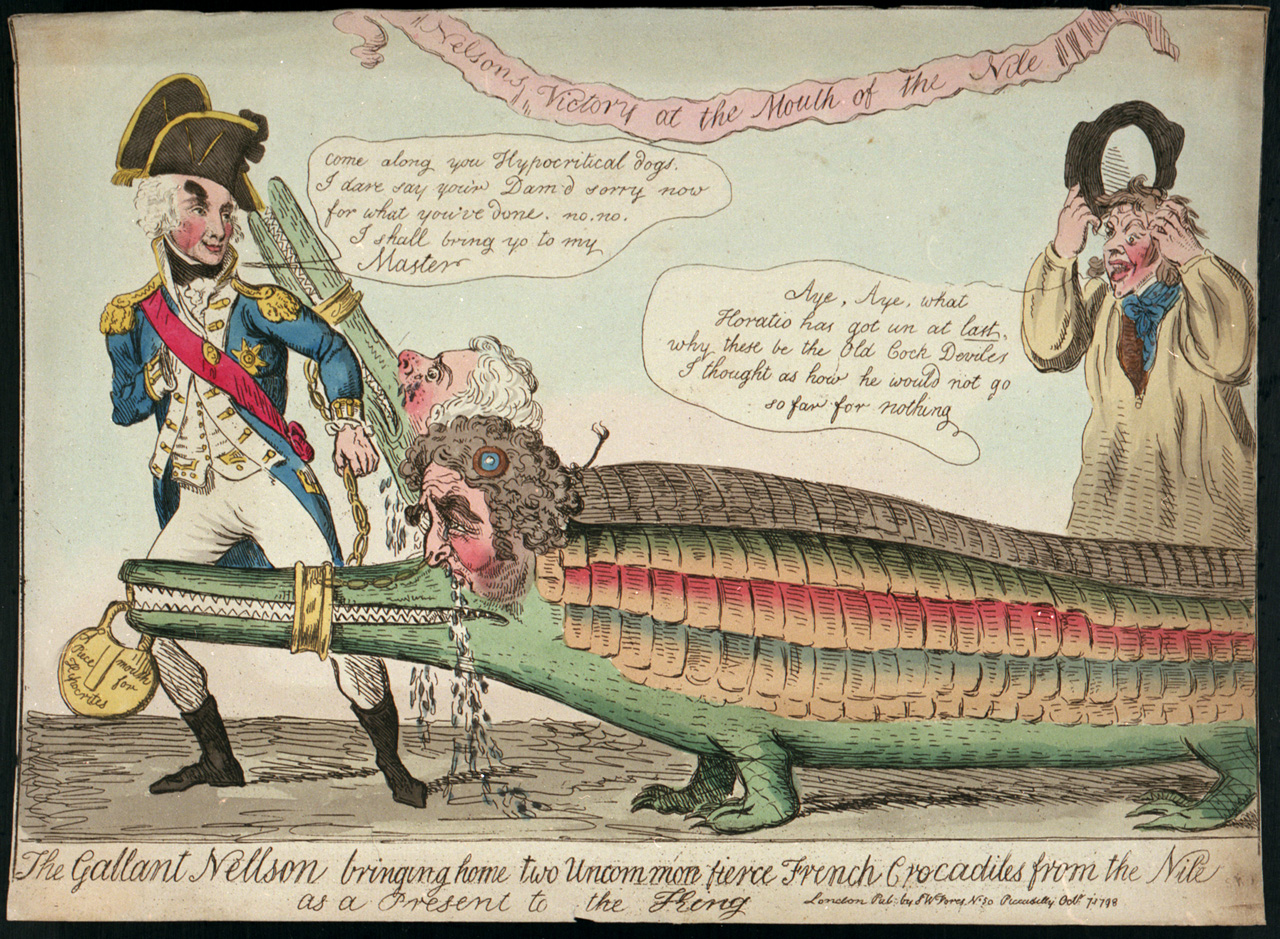
O valente Nelson a levar para casa dois crocodilos franceses, particularmente ferozes, do Nilo, como oferenda ao Rei, James Gilray, 1798, National Maritime Museum. Os crocodilos representam Fox e Sheridan.

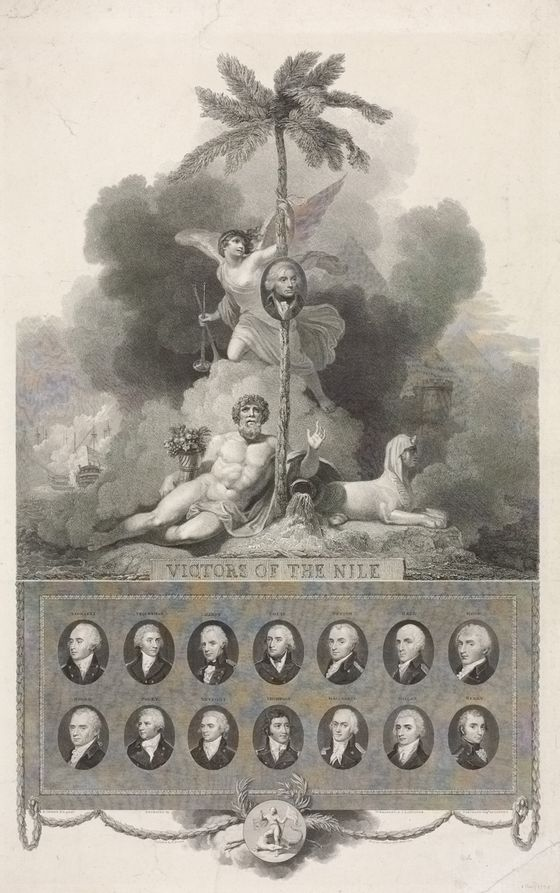
Os Vitoriosos do Nilo, uma gravura publicada cinco anos depois da Batalha do Nilo, mostrando Nelson e os seus quinze capitães.

Vários estados estrangeiros também ofereceram prémios, em particular o imperador otomano Selim III, que nomeou Nelson para primeiro Comandante Cavaleiro da recém-criada Ordem do Crescente, ofereceu-lhe um çelenk, uma rosa cravejada de diamantes, uma pele de zibelina e muitos outros presentes de valor. O czar Paulo I da Rússia enviou, entre outros presentes, uma caixa de ouro cravejada com diamantes, e outras oferendas semelhantes em prata chegaram de várias partes da Europa. No seu regresso a Nápoles, Nelson recebeu uma parada triunfal liderada pelo rei Fernando I das Duas Sicílias e por Sir William Hamilton, e foi-lhe apresentada, pela terceira vez, a esposa de Sir William, Lady Hamilton, que desmaiou violentamente no encontro, e esteve várias semanas a recuperar das suas lesões. Visto como um herói pela corte napolitana, mais tarde Nelson começou a interessar-se pela política napolitana e tornou-se Duque de Bronté, gesto pelo qual foi criticado pelos seus superiores, e que viu a sua reputação afectada. O general britânico John Moore, que conheceu Nelson em Nápoles neste período, descreveu-o como "coberto com estrelas, medalhas e faixas, mais [parecido com] como um Príncipe de Ópera do que Conquistador do Nilo".
Os primeiros rumores da batalha surgiram na imprensa francesa a 7 de Agosto, embora os relatos mais concretos só aparecessem a 26 de Agosto, e mesmo estes diziam que Nelson tinha morrido e Napoleão tinha sido feito prisioneiro pelos britânicos. Quando as notícias, por fim, começaram a relatar a realidade, a imprensa francesa insistiu em que a derrota era o resultado da esmagadora vantagem numérica da frota britânica e de "traidores" não especificados". Entre os jornais da oposição ao governo francês, a derrota tinha-se devido à incompetência do Directório e aos sentimentos realistas no interior da Marinha. Quando regressou a França, Villeneuve ficou debaixo de fortes críticas por não ter conseguido dar apoio a Brueys durante a batalha. Em sua defesa, alegou que o vento tinha soprado contra ele, e que Brueys não lhe tinha dado ordens para contra-atacar a frota britânica. Anos mais tarde, Napoleão escreveu que, se a Marinha Francesa tivesse adoptado os mesmo princípios dos britânicos:
"O almirante Villeneuve não teria pensado ser inocente em Abukir, por ter ficado parado com cinco ou seis navios, ou seja, com metade da esquada, durante vinte e quatro horas, enquanto o inimigo esmagava a outra metade."— Napoleon Bonaparte, Mémoires, Volume 1, 1823. Citado por Noel Mostert em The Line Upon a Wind, 2007
Por outro lado, a imprensa britânica estava em êxtase; muitos jornais descreviam a batalha como uma vitória sobre a anarquia, e o sucesso foi utilizado para atacar os políticos, supostamente pró-republicanos do Partido Whig, Charles James Fox e Richard Brinsley Sheridan.
A comparação da força da frotas em combate tem sido objecto de um intenso debate historiográfico, embora fossem iguais em dimensão - 13 navios de linha. Contudo, a perda do Culloden, as dimensões relativas do Orient e do Leander, e a participação de duas fragatas e de vários embarcações de menor dimensão, leva a que muitos historiadores concluam  que os franceses eram, de certa forma, mais poderosos. Esta diferença é mais acentuada pelo peso de cada bordo de vários navios franceses: o Spartiate, o Franklin, o Orient, o Tonnant e o Guillaume Tell eram significativamente maiores que qualquer navio britânico em batalha. Porém, os navios franceses foram prejudicados pelo seu inadequado posicionamento, tripulações reduzidas e a falha da divisão da retaguarda, comandada por Villeneuve, de ter participado mais activamente.

### Consequências
A Batalha do Nilo tem sido descrita como "indiscutivelmente, o combate naval mais decisivo da época da navegação à vela", e "o sucesso mais gloriosos e fantástico que a Marinha Real alcançou". O romancista e historiador C. S. Forester, escrevendo em 1929, comparou o Nilo aos grandes combates da história, concluindo que "apenas está ao mesmo nível da Tsu-Shima, como um exemplo de destruição de uma frota pela outra de igual dimensão material". O efeito na situação estratégica no Mediterrâneo foi imediato, invertendo o equilíbrio de poder do conflito e dando aos britânicos o controlo do mar, que mantiveram até ao final da guerra. A destruição da frota francesa do Mediterrâneo permitiu à Marinha Real regressar ao mar em força, com as esquadras britânicas a estabelecer bloqueios ao largo dos portos franceses e aliados. Em particular, os navios britânicos cortaram a ligação entre Malta e França, apoiados pela população revoltosa da ilha que forçou à retirada da guarnição francesa para Valeta. O subsequente cerco de Malta durou dois anos antes de os franceses, esfomeados, foram forçados a render-se. Em 1799, os navios britânicos pressionaram o exército de Napoleão à medida que este seguia para leste e norte através da Palestina, sendo esta uma das principais razões para a derrota de Napoleão no cerco de Acre, quando as embarcações que transportavam o comboio do cerco foram capturadas, e as forças terrestre francesas foram bombardeadas pela frota britânica ancorada ao largo da costa. Foi durante um destes últimos combates que o capitão Miller do Theseus foi morto numa explosão de munições. A derrota no Acre, forçou Bonaparte a retirar-se para o Egipto, terminado definitivamente os seus esforços de instalar um império no Médio Oriente. O general francês regressou a França, sem o seu exército, mais tarde, nesse mesmo ano, deixando Kléber no comando no Egipto.
Os otomanos, com quem Napoleão tinha esperado estabelecer uma aliança, a partir do momento em que tivesse o controlo do Egipto, ficaram motivados a entrarem em guerra com a França depois do resultado da Batalha do Nilo. Esta decisão originou uma série de campanhas que diminuíram a força do exército francês, preso no Egipto. Também a Áustria e a Rússia se sentiram encorajadas com a vitória britânica, e ambos estavam a organizar os seus exércitos no âmbito da Segunda Coligação, que declarou guerra à França em 1799. Com o Mediterrâneo indefeso, a frota russa entrou no mar Jónico, enquanto os exércitos austríacos recapturaram parte do território italiano ganho por Napoleão na guerra anterior. Sem o seu melhor general, e seu grupo de apoio, os franceses sofreram várias derrotas, e só quando Napoleão de tornou primeiro Cônsul é que a França voltaria a recuperar a sua posição dominante na Europa. Em 1801, a restante força francesa, desmoralizada, no Egipto foi derrotada por uma Força Expedicionária Britânica; a Marinha Real utilizou o seu domínio do Mediterrâneo para invadir o país sem receio de sofrer emboscadas enquanto permanecia ancorada ao largo da costa egípcia.
Apesar da esmagadora vitória britânica na batalha, a campanha tem sido considerada um triunfo estratégico para França. O historiador Edward Ingram defende que, se Nelson tivesse interceptado Napoleão no mar, como ordenado, a batalha que se seguiria poderia ter aniquilado tanto a frota francesa, como os navios de transporte. Na realidade, Napoleão pôde continuar a guerra no Médio Oriente e, mais tarde, regressar à Europa ileso. A potencial mudança no rumo da história é ainda mais marcante quando se observa a lista de oficiais do exército franceses que fizeram parte da campanha do Mediterrâneo que, mais tarde, formariam a elite dos generais e marechais do império de Napoleão. Para além do general francês, estiveram presentes: Louis-Alexandre Berthier, Auguste de Marmont, Jean Lannes, Joachim Murat, Louis Desaix, Jean Reynier, Antoine-François Andréossy, Jean-Andoche Junot, Louis Nicolas Davout e Mathieu Dumas.

### Legado
A Batalha do Nilo continua a ser uma das vitórias mais famosas da Marinha Real, e a fazer parte do imaginário popular britânico, representada por cartoons, pinturas, poemas e peças de teatro. Um dos poemas mais conhecidos sobre a batalha é Casabianca, escrito por Felicia Dorothea Hemans, em 1826, o qual descreve um relato romanceado da morte do filho do capitão Casabianca no Orient. Foram erigidos monumentos, destacando-se a Agulha de Cleópatra, em Londres. Este monumento foi oferecido por Mehmet Ali, vice-rei do Egipto, em 1819, pelo reconhecimento da batalha de 1798 e pela campanha de 1801, mas só foi erigida em Victoria Embankment em 1878. Outro memorial, o Arvoredo do Nilo, perto de Amesbury, um conjunto de faias supostamente plantadas por Lorde Queensbury, pelo legado de Lady Hamilton e Thomas Hardy após a morte de Nelson. As árvores têm a forma do plano de batalha; cada conjunto representa a posição de um navio britânico ou francês. Um memorial semelhante terá sido plantado perto de Alnwick pelo agente de Nelson, Alexander Davison. Na Marinha Real, a batalha é comemorada pelos nomes dos navios HMS Aboukir e HMS Nile e, em 1998, o 200.º aniversário da batalha foi celebrado com uma visita à baía de Abukir pela fragata HMS Somerset, cuja tripulação colocou coroas de flores em memória daqueles que perderam as suas vidas na batalha.
Embora o biógrafo de Nelson, Ernle Bradford, tenha dado a certeza, em 1977, de que os restos do Orient "são praticamente irrecuperáveis", a primeira investigação arqueológica da batalha teve início em 1983, quando uma equipa de pesquisa francesa, coordenada por Jacques Dumas, descobriu os destroços do navio-almirante francês. O trabalho foi retomado por Franck Goddio, que esteve à frente de um grande projecto para exploração da baía em 1998. Ele descobriu que os destroços estavam dispersos por uma área de 500 metros de diâmetro, e, a acrescentar aos equipamentos náuticos e militares, foram recolhidas várias moedas de ouro e prata dos países em redor do Mediterrâneo, algumas do século XVII. É provável que estas moedas fizessem parte do tesouro tirado de Malta, e que ia a bordo do Orient. Em 2000, escavações numas ruínas na ilha de Nelson, coordenadas pelo arqueólogo italiano Paolo Gallo, puseram a descoberto uma série de sepulturas da época da batalha, tal como outros enterrados ali durante a invasão de 1801. Estas sepulturas, que incluem uma mulher e três crianças, foram trasladadas em 2005 para um cemitério em Shatby, Alexandria. Este processo teve a presença de marinheiros da fragata HMS Chatham e uma banda da Marinha do Egipto, tal como um descendente do único corpo identificado no enterro, comandante James Russell.